# Karel Schwarzenberg
Karel Schwarzenberg (10. prosince 1937 Praha – 12. listopadu 2023 Vídeň), dle rodové tradice Karel VII. ze Schwarzenbergu, v německojazyčných zemích (kromě Rakouska) také Karl Fürst zu Schwarzenberg, celým jménem Karel Jan Nepomuk Josef Norbert Bedřich Antonín Vratislav Menas kníže ze Schwarzenbergu (německy Karl Johannes Nepomuk Josef Norbert Friedrich Antonius Wratislaw Mena Fürst zu Schwarzenberg), byl český politik, spoluzakladatel a první předseda TOP 09, poslanec a senátor, ministr zahraničí, místopředseda Nečasovy vlády, kancléř prezidenta Václava Havla a kandidát TOP 09 v prezidentské volbě v roce 2013. Jeho manželkou byla dvakrát Therese Schwarzenbergová (sňatky v letech 1967 a 2008).
V prvním kole přímé volby prezidenta v roce 2013 se umístil na druhém místě s 23,40 % hlasů za Milošem Zemanem. Ve druhém kole volby získal Karel Schwarzenberg 45,19 % odevzdaných hlasů. Pro vítězného kandidáta Miloše Zemana hlasovalo 54,80 % voličů.
Byl příslušníkem české (původně orlické) větve rodu Schwarzenbergů. Jeho dědičný šlechtický titul (v zemích, kde nebylo jejich užívání zákonem zrušeno či zakázáno) byl „kníže ze Schwarzenbergu, vévoda krumlovský, okněžněný hrabě ze Sulzu a lankrabě klettgavský“. Byl též rytířem habsburského Řádu zlatého rouna.

## Charakteristika
V minulosti působil jako vedoucí kanceláře prezidenta Václava Havla, byl ministrem zahraničních věcí v druhé Topolánkově (nominovaným za Stranu zelených) a prvním místopředsedou vlády a ministrem zahraničních věcí v Nečasově vládě (za TOP 09). V letech 2004–2010 byl senátorem Parlamentu ČR za Prahu 6. Od května 2010 byl poslancem Poslanecké sněmovny Parlamentu ČR. V letech 2009–2015 byl předsedou strany TOP 09, kterou spoluzaložil. Jako své povolání pravidelně uváděl, že byl lesník a hostinský („V občanském průkaze mám napsáno Forst und Gastwirt, tedy lesník a hospodský.“)
Schwarzenberg měl trvalý pobyt na zámku Dřevíč v obci Sýkořice, v okrese Rakovník. Byl vlastníkem zámku Obermurau (též jen Murau) v rakouském Štýrsku, kde žijí jeho manželka Therese Schwarzenbergová a starší syn Johann, a rodového zámku Schwarzenberg v bavorském Scheinfeldu. Měl také byt v Praze a v paláci na vídeňském Schwarzenberském náměstí (Schwarzenbergplatz, Palais Schwarzenberg).
Označoval se za Středoevropana s českým a švýcarským pasem. Kromě českého občanství měl také domovské právo kantonu Curych a tedy i občanství švýcarské. Tuto výsadu vlastní všichni příslušníci rodu Schwarzenbergů již od vlády knížete Ferdinanda Schwarzenberga, který zdědil v roce 1687 hrabství Klettgau a uzavřel spojenectví s Curychem proti Schaffhausenu.

## Osobní život

### Dětství a mládí
Narodil se 10. prosince 1937 v Praze-Bubenči. Byl nejstarším synem heraldika, politika a historika Karla VI. knížete ze Schwarzenbergu a jeho manželky Antonie, rozené princezny z Fürstenbergu (1905–1988). Pocházel z mladší (sekundogeniturní), tzv. orlické větve rodu Schwarzenbergů, založené Karlem Filipem (1771–1820), mladším synem Jana I. Nepomuka, V. knížete ze Schwarzenbergu, a slavným vojevůdcem (byl vítězem tzv. Bitvy národů u Lipska v roce 1813). Své dětství strávil na zámcích Orlík a Čimelice. V Čimelicích navštěvoval též národní školu. Po komunistickém převratu roku 1948 byl jeho rodině zabaven majetek orlické větve a i proto se uchýlili do emigrace do Rakouska. Tam nejdříve žili nedaleko Salcburku u jeho babičky z matčiny strany Marie Festetics de Tolna (1881–1953), která je i živila. O několik let později se přestěhovali do bytu ve Vídni, který se brzy proměnil ve společenský salon. V mládí se Schwarzenberg čile věnoval vídeňskému kavárenskému životu.
V roce 1960 Karla adoptoval strýc, člen starší (primogeniturní) hlubocko-krumlovské větve Schwarzenbergů, Jindřich ze Schwarzenbergu. Tato adopce pro něj znamenala finanční zajištění a dědictví v hodnotě až 400 milionů eur, které získal po strýcově smrti roku 1965.

### Vzdělání
Prošel tradiční rodinnou aristokratickou výchovou, kdy se od dětství učil etiketě a několika jazykům, a to zejména němčině a češtině (jako tradičním rodovým jazykům), francouzštině (jako tradičnímu jazyku vzdělaneckých vrstev), a také angličtině (jako jednomu z rodových jazyků jeho matky). Ovládal také italštinu.
V roce 1957 absolvoval gymnázium ve Vídni. Následně započal studia práv ve Vídni a poté ve Štýrském Hradci, a obor lesnictví v Mnichově. Dle jeho tehdejších známých nebyl nijak výrazným studentem. Studia nedokončil, protože se musel začít věnovat správě rodinných panství v Německu a Rakousku poté, co jeho adoptivní otec Jindřich v roce 1965 zemřel.

### Rodina
Jeho manželkou byla lékařka Therese Schwarzenbergová, pocházející z rodu rakouských hrabat Hardegg (německy Grafen zu Hardegg auf Glatz und im Machlande), který se stal koncem 15. století majitelem hradu Hardegg na rakousko-moravském pomezí po původním rakouském a moravském panském rodu Hardeků. Její otec Johann Hardegg patřil k velkým stoupencům Adolfa Hitlera, od roku 1930 byl členem v Rakousku ilegální nacistické NSDAP a velitelem jednotek SA v Rakousku. Sama Therese se od nacismu v dospělosti důsledně distancovala.
Poprvé se setkali ve Vídni v roce 1957 na banketu pořádaném pro nezadané aristokraty. Sňatek uzavřeli v tyrolském Seefeldu 22. dubna 1967. Po svatbě se přestěhovali na zámek Obermurau ve Štýrsku. Therese Schwarzenbergová porodila v době manželství tři děti: Jana Nepomuka (* 13. prosince 1967 Vídeň), Annu Karolínu (* 16. prosince 1968, provdanou za britského scenáristu a dramatika Petera Morgana) a Karla Filipa (* 12. května 1979). Roku 1987 se ukázalo, že Karel Filip je nemanželské dítě, které Therese měla s rakouským politikem a průmyslníkem Thomasem Prinzhornem, který ho i dohodou z roku 1987 (úředně zaevidovanou roku 1988) adoptoval. Kvůli této aféře se Schwarzenbergovi v roce 1988 rozvedli, ale i nadále zůstali v kontaktu. Je známo, že Karel Schwarzenberg sám měl tehdy vztah k podstatně mladší maďarsko-italské markraběnce Zitě Pallavicini. O Vánocích 1992 utrpěla Therese Schwarzenbergová těžký úraz při lyžování, po kterém byla dlouho ochrnutá, ale dokázala se po rehabilitaci „opět postavit na nohy“.
Karel a Therese Schwarzenbergovi se znovu vzali 25. července 2008; jejich druhá svatba se konala v tichosti na zámku Obermurau. Tento zámek byl postaven předkem rodu Schwarzenbergů v roce 1623 a dodnes jim patří. Therese později uvedla, že: „Rozvod byl potřebný a nám oběma bylo snad od začátku jasné, že jednou zase budeme spolu schopní žít“.
Dne 23. listopadu 2013 se Schwarzenberg na slavnostním vyhlášení hudebních cen Český slavík objevil v doprovodu 24leté Jany Vopěnkové, o čemž přinesla zprávu TV Nova. O věkově nerovný pár se okamžitě začali zajímat novináři. V roce 2021 spekulace médií potvrdila samotná Jana, když přiznala, že s Karlem udržovala milenecký poměr.
Prvorozený syn Jan Nepomuk (zvaný Aki, celým jménem Johannes Nepomucenus Andreas Heinrich Joseph Karl Ferdinand Johannes Evangelist die Heiligen Drei Könige Achaz Michael Maria Erbprinz zu Schwarzenberg) navštívil poprvé Československo v roce 1978. Ze svých sourozenců zůstal nejdéle svobodný. V sobotu 20. března 2010 se v Neubergu an der Mürz ve Štýrsku oženil s malířkou a sochařkou, baronkou Dianou Orgovanyi-Hanstein (* 1971 ve Vídni). V sobotu 8. dubna 2017 se na Obermurauu v nejbližším rodinném kruhu podruhé oženil s vystudovanou socioložkou, italskou šlechtičnou donnou Franceskou Riario–Sforza (* 1974 ve Florencii).

### Návrat do českých zemí
Na podzim roku 1989, po sametové revoluci, se Karel Schwarzenberg vrátil do své rodné vlasti, kde se intenzivně zapojil do společenského, hospodářského i politického života. Prezident Václav Havel jej k 1. lednu 1990 jmenoval členem kolegia poradců, v červenci 1990 se pak stal vedoucím prezidentské kanceláře (kancléřem). Spoluzakládal s ním také Masarykovo demokratické hnutí. Usídlil se na zámečku Dřevíč u obce Nižbor, který od státu odkoupil a na vlastní náklady opravil. Z důvodu politického angažmá následně žil rovněž v Praze. Po odchodu z funkce kancléře prezidenta se věnoval správě navrácených rodinných majetků, neformálně se nadále pohyboval i v politice. V letech 2004 až 2021 byl členem Parlamentu, nejprve jako senátor (2004–2010), poté jako poslanec (2010–2021). V letech 2007–2013 rovněž dvakrát zastával post ministra zahraničí. Po odchodu z politiky roku 2021 žil převážně na Dřevíči, pohyboval se rovněž v Praze a ve Vídni. Nadále se vyjadřoval k veřejnému dění. 

### Pohřeb
Karel Schwarzenberg měl 9. prosince 2023 církevní pohřeb se státními poctami v katedrále svatého Víta na Pražském hradě. Celebroval arcibiskup pražský Jan Graubner s dalšími biskupy, smuteční kázání pronesl Tomáš Halík, chrámový sbor zpíval písně dle přání zesnulého (například Dies irae nebo československou státní hymnu), zádušní obřady vedl a na kytaru hrál salesián Ladislav Heryán. Projev pronesl také český prezident Petr Pavel.
Urna s jeho ostatky byla následujícího dne, v neděli 10. prosince, uložena ve Schwarzenberské hrobce poblíž zámku Orlík.

### Osobní názory
- Byl praktikujícím římským katolíkem.[30]
- Věřil v účinnost homeopatie, kterou se zabývá i jeho manželka Therese.[31]
- Psal klasickým inkoustovým perem a byl sběratelem i uživatelem dýmek.[32]

## Zdravotní stav
Vzhledem k častým narážkám na jeho věk a zdravotní způsobilost Karel Schwarzenberg koncem prosince 2012, v době vrcholící kampaně před prezidentskými volbami, zveřejnil na svém blogu vyjádření přednosty interní kliniky Fakultní nemocnice v Motole profesora Milana Kvapila, který po prostudování zdravotnické dokumentace konstatoval, že jeho zdravotní stav není v žádném případě překážkou pro naplnění všech povinností, které jsou spjaty s funkcí prezidenta České republiky, a absolvovaná operace srdce byla bez jakýchkoliv negativních následků. K tomu byla připojena faksimile desetiřádkového strojopisného výpisu ze zdravotní dokumentace podepsaného MUDr. Jaroslavem Svobodou z 1. lékařské fakulty UK v Praze, datovaného 7. prosince 2012, podle níž byl sledován po aplikaci aortální bioprotézy v únoru 2008 pro kombinovanou aortální vadu s převahou aortální stenózy (zúžení aorty) a léčen pro arteriální hypertenzi (zvýšený krevní tlak). K roku 2021 trpěl neuropatií nohou a měl potíže se sluchem.
Kvůli zhoršenému zdravotnímu stavu byl od září 2023 hospitalizován v pražské Všeobecné fakultní nemocnici. Vzhledem ke svému pobytu v nemocnici si nemohl převzít nejvyšší české státní vyznamenání, Řád bílého lva, které tak místo něj 28. října 2023 převzal od prezidenta Pavla jeho syn Jan. Dne 6. listopadu pak byl letecky převezen do nemocnice ve Vídni. Tam byl později uveden do umělého spánku a po dvou dnech v kritickém stavu krátce po půlnoci z 11. na 12. listopadu 2023 zemřel.

## Majetek a podnikání

### Restituce

Erb orlické větve Schwarzenbergů. Hlavu Turka získal do erbu za vítězství nad Turky Adolf ze Schwarzenbergu, vzhůru položený meč nad středním štítem pak Karel Filip Schwarzenberg za vítězství nad Napoleonem v bitvě u Lipska

Roku 1965 získal Karel Schwarzenberg dědictví hlubocko-krumlovské větve Schwarzenbergů v Rakousku po svém adoptivním strýci Jindřichovi ze Schwarzenbergu. Titulárním knížetem a hlavou rodu byl Jindřichův starší bratr Josef III. Po smrti bezdětného knížete Josefa roku 1979 se Karel stal hlavním představitelem rodu, přičemž ve své osobě sobě spojil obě jeho větve i značnou část jejich majetku. Velmi obsáhlý majetek hlubocko-krumlovské větve v Československu respektive v České republice, zabavený zvláštním zákonem v roce 1947 (Lex Schwarzenberg, Zákon č. 143/1947 Sb., částka 66 Sb. o převodu vlastnictví majetku hlubocké větve Schwarzenbergů na zemi Českou), nebyl československým ani českým státem Karlu Schwarzenbergovi vydán, jelikož se restituce nevztahovaly na majetek zabavený před 25. únorem 1948 (den komunistického převratu v Československu).
Jeho adoptivní sestra Alžběta Pezoldová (rozená Elizabeth Regina Schwarzenberg, provdaná von Pezold), dcera výše zmíněného Jindřicha Schwarzenberga, však veškerá dědická rozhodnutí napadla. Po dvanácti letech sporů, v listopadu 2012, rakouský Nejvyšší soud žalobu Pezoldové ve věci rakouského a bavorského majetku zamítl. O správě tohoto majetku rozhoduje šestičlenná správní rada Schwarzenberské nadace, která je Schwarzenberským rodem zastoupena v osobě Jana Schwarzenberga, syna Karla Schwarzenberga.
Alžběta Pezoldová se snažila jak o navrácení majetku v České republice, tak o navrácení dalšího majetku po svém strýci, knížeti Adolfu ze Schwarzenbergu, do svých rukou. Dědická rozhodnutí napadla jak v Rakousku, tak v roce 2000 u Ústavního soudu České republiky. Podala též stížnost k Evropskému soudnímu dvoru. Alžběta Pezoldová dlouhodobě usiluje o navrácení majetku zabaveného před únorem 1948. Ústavní soud České republiky aktuálně její procesní žádosti vyhověl (I. ÚS 1332/10 z 21.11.2012).
Karel Schwarzenberg po přesídlení do České republiky bez větších problémů získal u československých soudů v restituci majetek orlické větve Schwarzenbergů (zabavený po únoru 1948), do níž patřil po svých biologických rodičích. Šlo o zámky Orlík, Čimelice, Sedlec a Schwarzenberský palác ve Voršilské ulici v Praze. V pozdější fázi restitucí jeden ze Schwarzenbergových oponentů, bývalý komunistický generální prokurátor Jaroslav Krupauer, který odmítal vydat hájenku ve Smetanově Lhotě, soudně zpochybnil jeho dědická práva vůči majetku biologických rodičů s poukazem na to, že byl roku 1960 v Rakousku adoptován svým strýcem do hlubocké větve, jež by k restituci oprávněna nebyla. Do kolize se tak dostalo československé a české právo, podle kterého dědická práva po biologických rodičích adopcí zanikají, a rakouské právo, podle kterého nezanikají. Celá věc byla navíc komplikována tím, že Schwarzenberg byl adoptován jako dospělý, což československé a české zákony tehdy neumožňovaly. Soud po vyslechnutí znalců mezinárodního práva stanovil, že směrodatné je v tomto případě rakouské právo, resp. že podle českého práva k žádné adopci nedošlo a že tedy Schwarzenbergova dědická práva nezanikla.

### Správa rodového majetku a podnikání

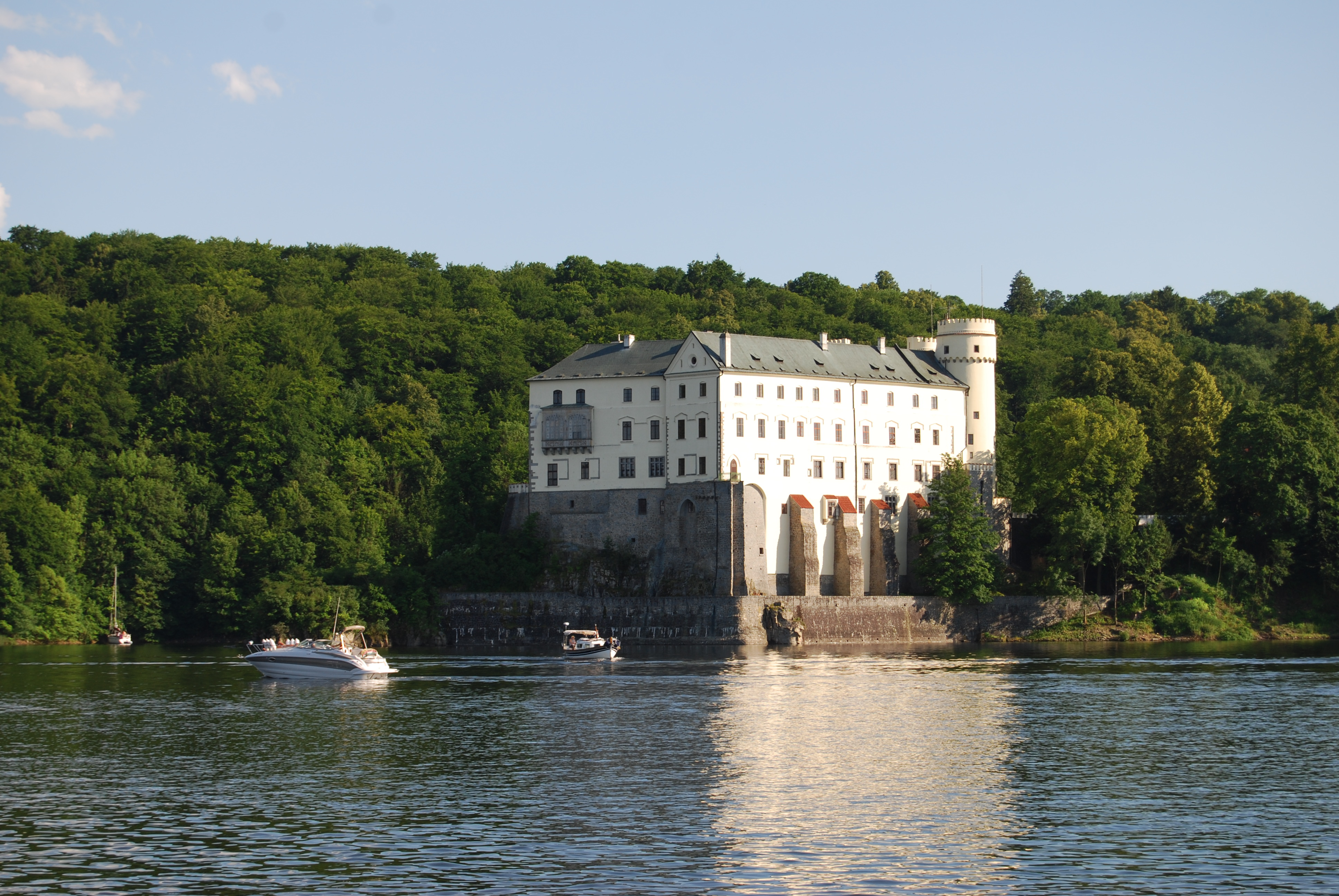
Zámek Orlík v jižních Čechách, jedna z nejznámějších realit ve vlastnictví rodu Schwarzenbergů

Do chvíle, než v souvislosti s převzetím úřadu ministra zahraničních věcí České republiky předal správu svého majetku synovi Johannesi Schwarzenbergovi, byla Schwarzenbergovým hlavním zaměstnáním správa zahraničního i v Československu restituovaného rodinného majetku, především lesů a několika budov. Také řídil Schwarzenberský penzijní fond, který jeho rod založil již dříve v Rakousku pro podporu svých minulých i současných zaměstnanců a jejich rodin, a to i v komunistickém Československu. Po roce 1989 se tento fond podílel také na nutných opravách budov a jiného majetku vráceného v restituci. Mezi současné podniky Schwarzenbergova rodu patří dvě knížecí restaurace v Německu a budova Schwarzenberského paláce ve Vídni, která však nyní již není využívána jako hotel. Svůj český majetek spravoval prostřednictvím firmy Orlík nad Vltavou s.r.o., do které vložil 27 milionů korun.
Další firmy v České republice přímo nebo nepřímo související s Karlem Schwarzenbergem byly nebo jsou Rybárna, spol. s. r. o., Salb, s. r. o., Jan Becher – Karlovarská Becherovka, a. s., Patria Finance, a. s., a Respekt Publishing a. s.
Mezi roky 1993 a 1996 byl Karel Schwarzenberg členem představenstva izolářské firmy Sládek Group, a.s. (dříve Stavební izolace Kutná Hora, a.s.). V letech 1993 až 2010 byl spolumajitelem firmy Ringier Print s.r.o., dnes již zaniklé. Mezi lety 1994 a 2002 spoluvlastnil pohostinskou firmu Rybárna, s.r.o. Od roku 1997 do roku 2007 vedl firmu Lesní správa Orlík nad Vltavou, která byla roku 2007 vymazána z obchodního rejstříku.

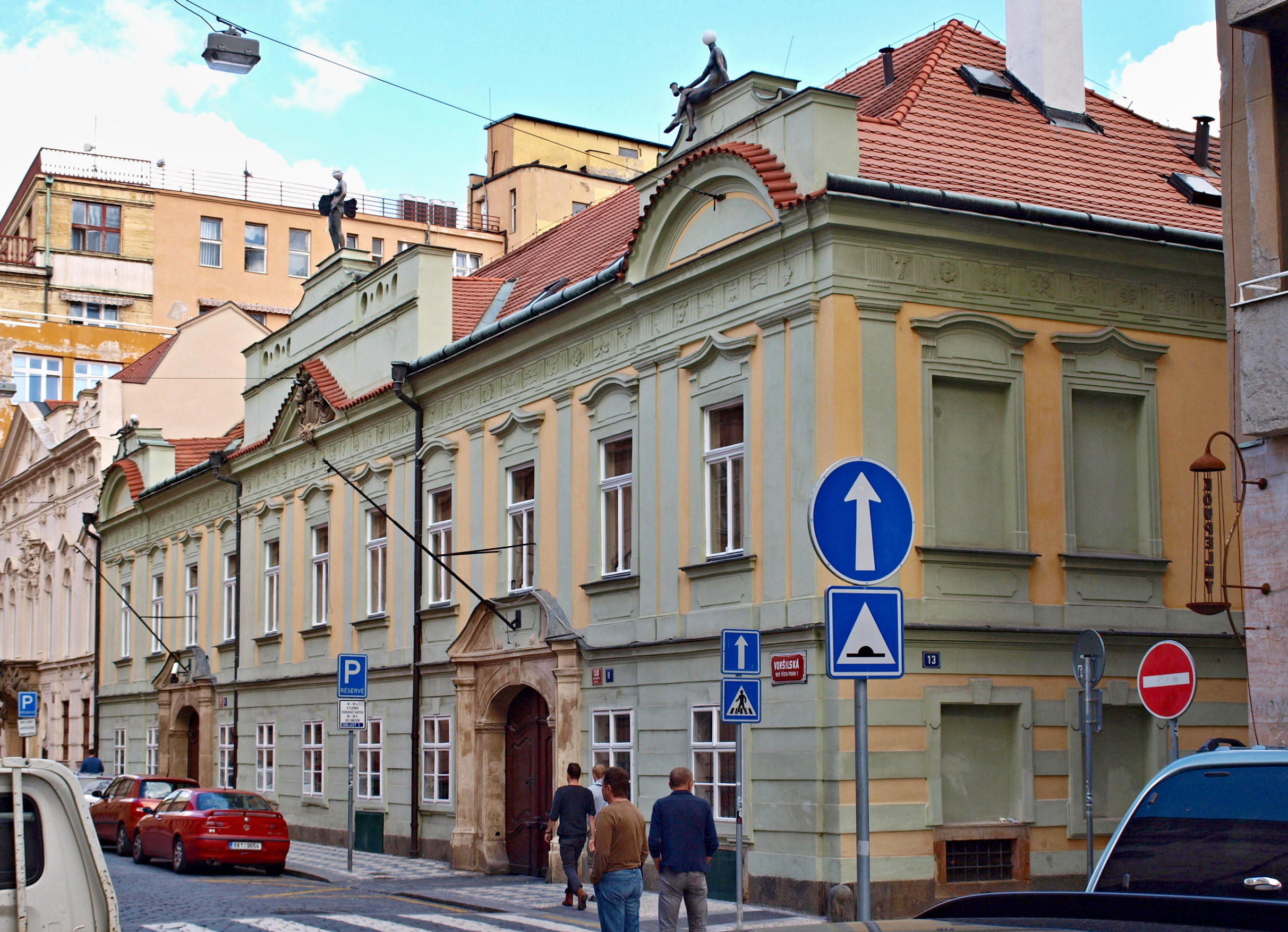
Malý Schwarzenberský palác v Praze ve Voršilské ulici (v současnosti sídlo Knihovny Václava Havla)

V srpnu 1997 spoluzaložil konsorcium Salb s.r.o., které se stalo právním nástupcem firmy Value Bill, ve firmě získal 20% podíl (vkladem 20 000 Kč). Dalšími spoluvlastníky byly česká firma Patria Finance a francouzský nápojářský koncern Pernod Ricard. Mezi lety 1994 a 2002 byl předsedou představenstva firmy Patria Finance podnikatel Zdeněk Bakala; Schwarzenberg v ní mezi lety 2000 a 2002 figuroval jako člen dozorčí rady. Konsorcium Salb s. r. o. se stalo klíčovým hráčem v privatizaci tehdy státního podniku Jan Becher – Karlovarská Becherovka, a. s., kdy bylo druhou vládou Václava Klause vybráno za vítěze privatizace. Karlovarská Becherovka měla být privatizována ve dvou fázích, kdy měl být odprodán 89% podíl celkem za 2 mld. korun. Šlo o druhou nejvyšší nabídku, kdy více nabízel jen podnik Stock z Plzně, ale dle posudku nabídl Salb lepší komplexní podmínky. V září roku 1997 bylo rozhodnuto o postupném prodeji nejdříve 30 % akcií za třetinu ceny, ale současně s tzv. řídícím právem. První část privatizace byla zrealizována za vlády Josefa Tošovského. V květnu 1998 byl navýšen kapitál konsorcia Salb na 500 milionů korun, když Schwarzenbergův vklad činil 100 milionů korun, rovnal se tedy nadále 20 % podílu. Roku 2001 firma Salb doprivatizovala Karlovarskou Becherovku, když od Fondu národního majetku odkoupila zbylých 59 % akcií. Doprodej byl schválen během účinkování vlády Miloše Zemana, a to konkrétně ministrem zemědělství Janem Fenclem a ministrem financí Jiří Rusnokem. Kupní cena za oněch 59 % akcií v druhé fázi privatizace podniku Karlovarská Becherovka činil 1,37 mld. Kč. V letech 1998 až 2002 Schwarzenberg předsedal dozorčí radě ve firmě Jan Becher – Karlovarská Becherovka, a.s. Firmu opustil roku 2002. Roku 2012 se konsorcium Salb sloučilo s firmou Jan Becher.
V roce 2002 obcházel Schwarzenberg nařízení pro ochranu před kontaminací karcinogenní malachitovou zelení (prostředku na ochranu před plísní), podle kterého nebylo možné prodávat ryby z jeho rybníků, dokud neprojdou laboratorními testy, a ryby za několik milionů korun prodal nově zřízené firmě pod vedením dosavadního správce, na kterou se už onen zákaz nevztahoval.

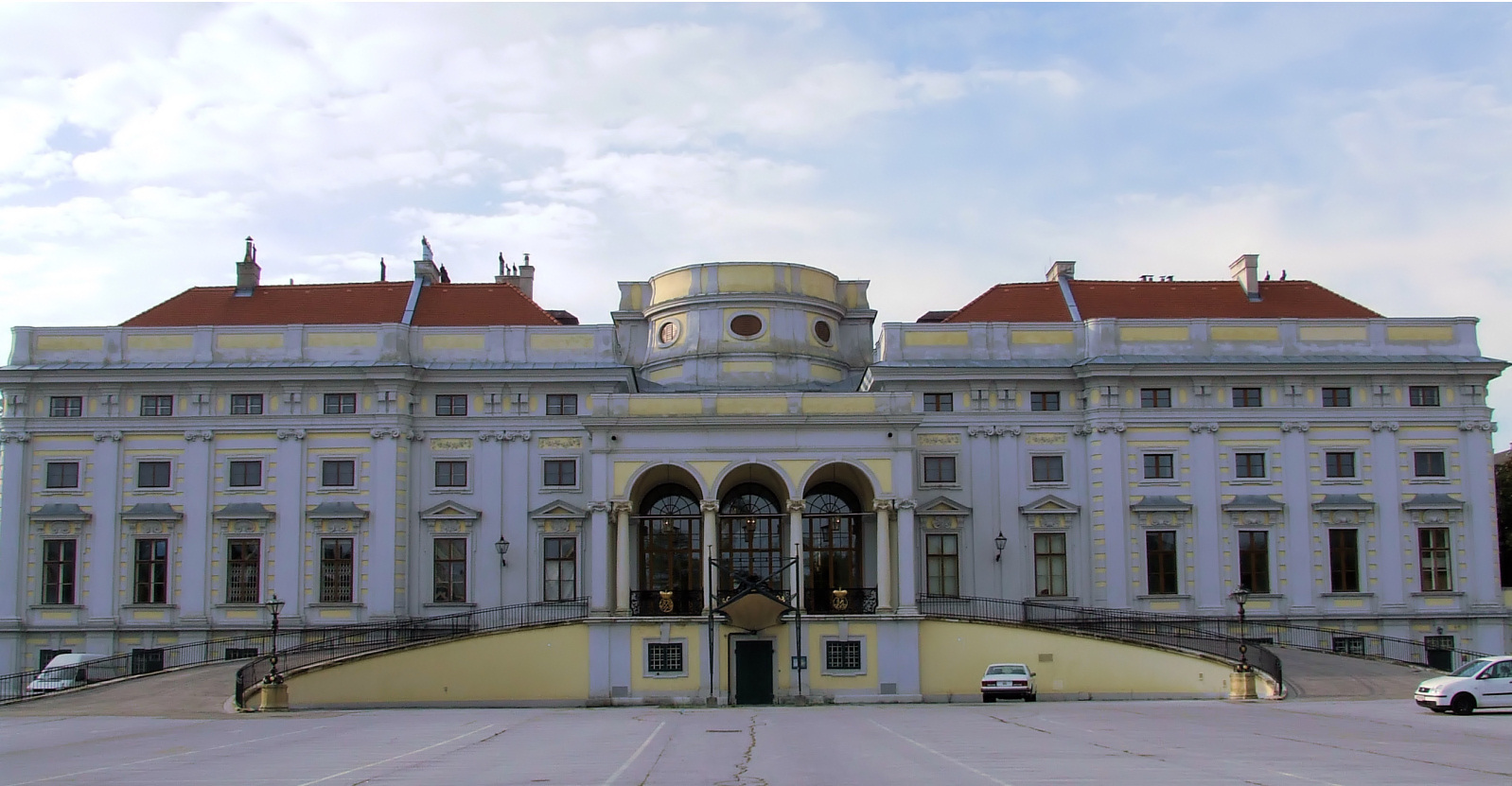
Schwarzenberský palác ve Vídni na Schwarzenberském náměstí

Dlouhou dobu byl jediným vlastníkem společnosti R-Presse, která vydává týdeník Respekt, v roce 2006 však do dlouhodobě ztrátové společnosti vstoupil Zdeněk Bakala, který se stal v roce 2007 po navýšení základního jmění firmy majoritním vlastníkem s podílem 55,5 %. Schwarzenberg si podržel pouze menšinový podíl (44,5 %).
V roce 2007, když se stal ministrem zahraničí, předal vedení většiny svého podnikání svému synovi Johannesovi. Johannes Schwarzenberg spravuje také záležitosti rodinné nadace (Fürstlich Schwarzenberg’sche Familienstiftung), která má sídlo ve Vaduzu.
V Rakousku byl schwarzenberský rodový majetek v roce 1997 odhadován na hodnotu 3,5 miliardy šilinků (tehdy přes 6 miliard Kč). K roku 2011 byl Schwarzenbergův majetek některými českými prameny odhadován na cca 4,5 mld. Kč; jako jeho hlavní položky byly uváděny pozemky a reality.
Roku 2019 dokončil stavbu bytového domu v centru Prahy. V roce 2020 koupil polovinu vinařství rodiny Rudolfských v Kutné Hoře. Zdejší Vinné sklepy Kutná Hora rovněž pěstují víno na schwarzenberských pozemcích. 

### Nevrácení dotace
Roku 2002 podal žádost o státní dotace na opravy svých rybníků v rámci programu Obnova rybníků po povodni z roku 2002. K tomuto účelu obdržel v září 2003 částku 2,7 milionu korun na obnovu Kroupovského rybníka a o dva měsíce později částku 1,8 milionu korun na obnovu rybníka Ždír. U Kroupovského rybníka byl přesažen termín pro kolaudaci zhruba o 6 měsíců. Ministerstvo financí ČR pod vedením Miroslava Kalouska prominulo podnikateli Schwarzenbergovi povinnost dotaci vrátit. V době, kdy ministerstvo financí prominulo Schwarzenbergovi vrácení 4,5milionové dotace, Kalousek i Schwarzenberg byli oba ministři ve vládě Mirka Topolánka. Server iHNed.cz v souvislosti s tímto případem uvedl, že Kalouskem vedené ministerstvo financí promíjelo povinnost vrácení dotace 90 % lidí, kteří o to zažádali. Do obnovy rybníka Ždír vložil Schwarzenberg peněžní částku (70 tisíc Kč), jíž byla dotace podmíněna, s měsíčním zpožděním, a za toto pochybení mu byla ministerstvem financí řádně vyměřena a následně také vybrána sankce 60 tisíc Kč.

## Veřejný život

### Podpora lidských práv a kancléřství

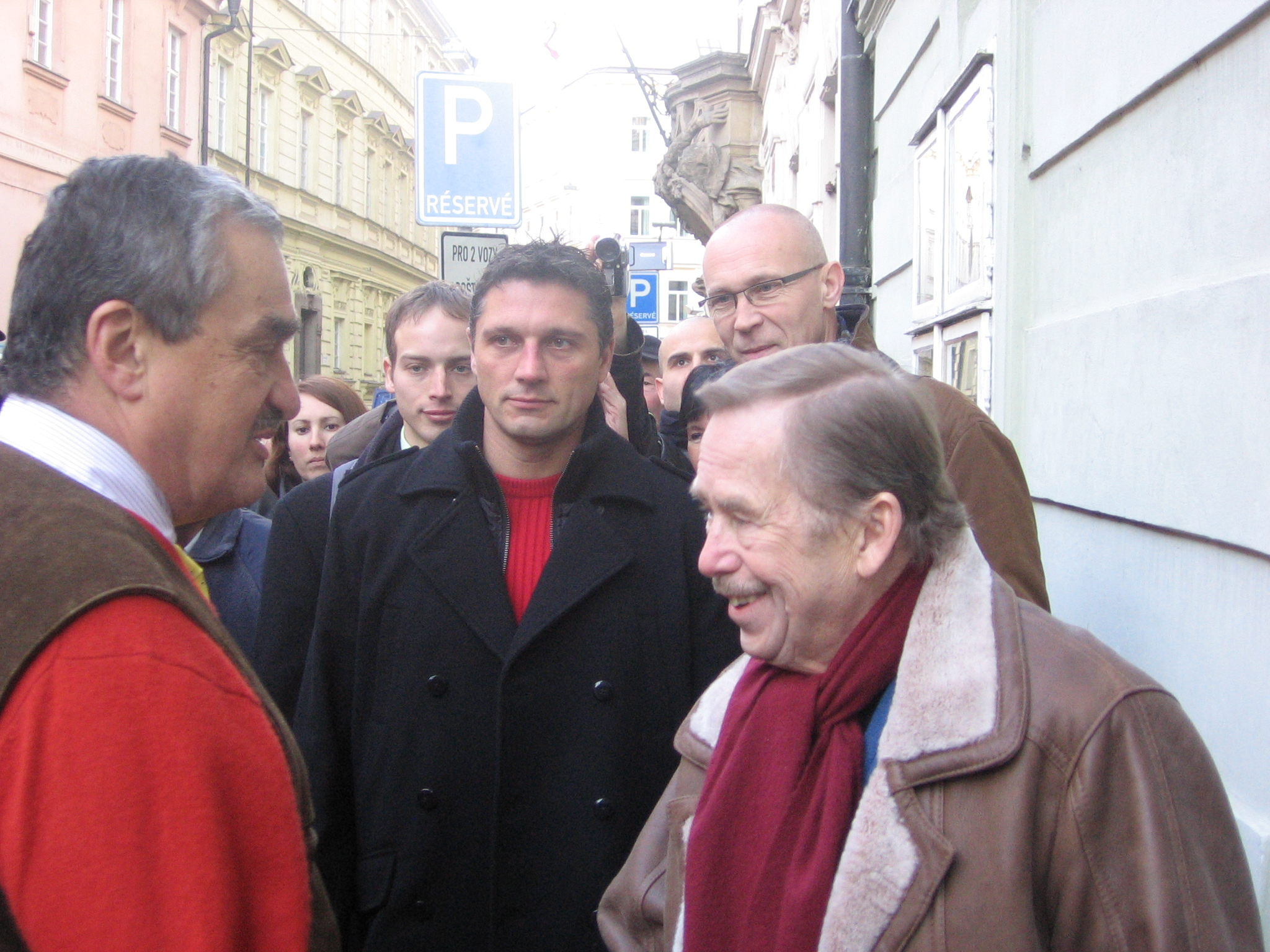
Václav Havel a Karel Schwarzenberg v roce 2008

Od mládí podporoval snahy o návrat demokracie do Československa. V Rakousku byl členem Österreichische Volkspartei. Po roce 1968, tedy po potlačení „pražského jara“ vojsky Varšavské smlouvy, podporoval československý disent. Například založil na rodinném zámku v bavorském Scheinfeldu společně s Vilémem Prečanem Československé dokumentační středisko (archiv tehdy zapovězené literatury – po roce 1989 tuto sbírku věnoval Národnímu muzeu a nyní je uložena v Praze). Od těch dob trvalo také jeho přátelství s pozdějším prezidentem Václavem Havlem. V roce 1984 byl zvolen předsedou Mezinárodního helsinského výboru pro lidská práva, a tuto funkci vykonával do roku 1990. V roce 1989 byl společně s Lechem Wałęsou vyznamenán Cenou lidských práv Rady Evropy.
Dne 11. července 1990 byl jmenován kancléřem prezidenta Václava Havla až do Havlovy abdikace v červenci 1992. Jak uvádí na svých webových stránkách, v roce 1992 z funkce kancléře vedl první delegaci OBSE do Náhorního Karabachu po vypuknutí války mezi Arménií a Ázerbájdžánem.
Stal se[kdy?] členem představenstva Fóra 2000, založeného v roce 1996 Václavem Havlem společně s japonským filantropem Jóhei Sasakawou a nositelem Nobelovy ceny Eliem Wieselem. Byl také členem poroty nadace Adalbert-Stiftung Krefeld,[zdroj⁠?!] založené již zemřelým německým průmyslníkem Paulem Kleinewefersem, která udílí mezinárodní cenu Adalbert-Preis.

V roce 2001 založil Respekt institut, o.p.s., institut pro rozvoj občanské společnosti. Zde také do roku 2009 předsedal dozorčí radě. Společnost roku 2012 ukončila svou činnost.

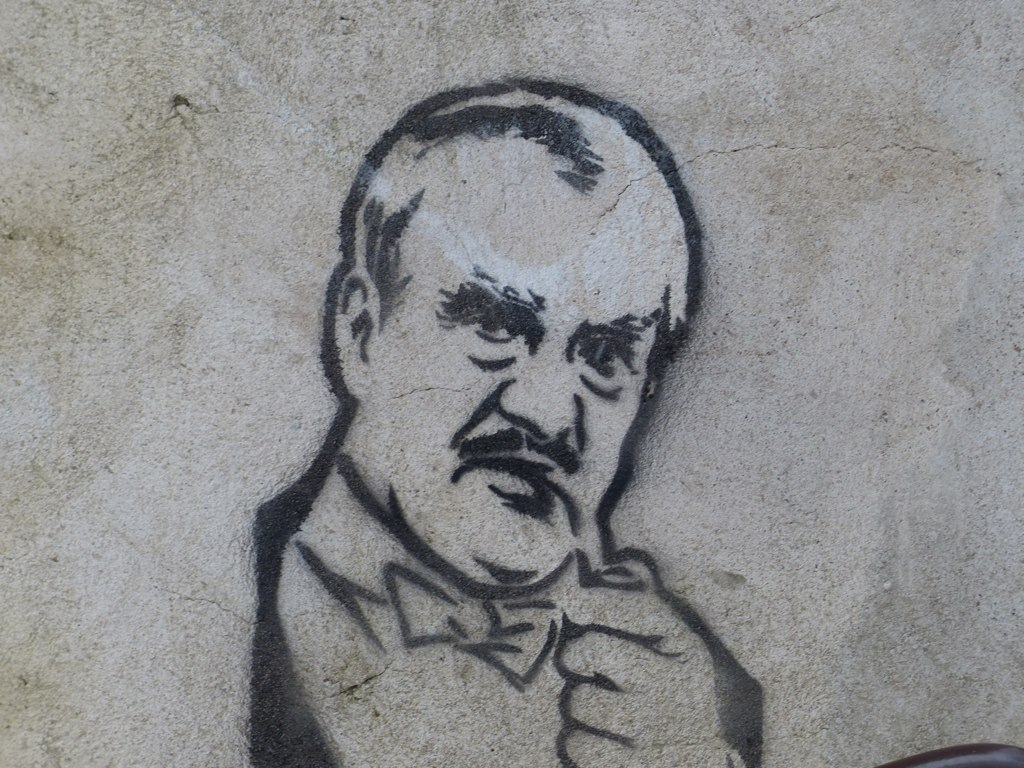
Karel Schwarzenberg zpodobněn na graffiti

### Nadační a kulturní činnost
V roce 1989 pomáhal založit Masarykovo demokratické hnutí, jehož byl členem.
Roku 1999 zaštítil spolu s Michalem Lobkowiczem, Liborem Peškem, Lucií Pilipovou, Jiřím Rücklem, Richardem Salzmannem, Janem Švejnarem a Josefem Zieleniecem nadaci Bohemiae, která fungovala od roku 1992. Nadace pod vedením Tomáše Bati a Petra Oslzlého byla v roce 2001 obviněna z chyb v účetnictví, kdy v letech 1996 až 1998 neplatila daně z poskytování reklamy (tehdy pod vedením Lucie Pilipové). Finančním úřadem byl vyměřen doplatek tři miliony korun, vzhledem k tomu, že nadační jmění činilo necelých pět milionů korun, podalo vedení nadace, po zaplacení doplatku, návrh na likvidaci.
Od roku 1999 do roku 2004 byl členem správní rady společnosti Centrum pro současné umění – Praha, o.p.s.
Mezi lety 2004 a 2006 byl členem správní rady Musea Kampy – Nadace Jana a Medy Mládkových. Také byl spoluzakladatelem Knihovny Václava Havla, o. p. s. V letech 2004 až 2010 byl také členem správní rady Nadace Dagmar a Václava Havlových VIZE 97.

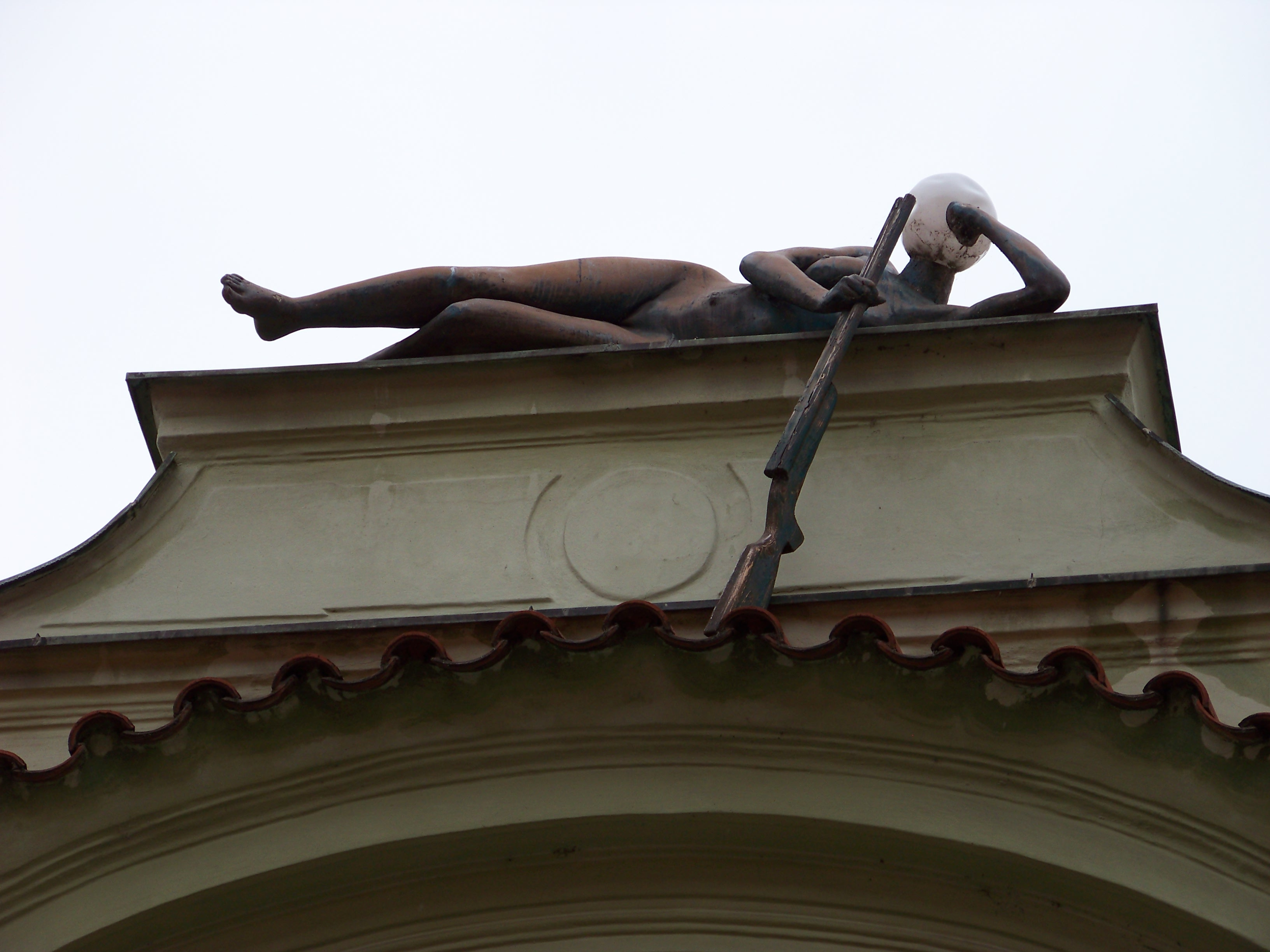
Socha ženy od Davida Černého na průčelí Deymovského paláce v Praze

Od roku 2009 byl členem správní rady institutu Vladimíra Dlouhého Prague Twenty, o. p. s., který pořádá vzdělávací akce v oblasti politiky, společenských věd a kultury.
Ve dnech 5.–8. června 2008 se zúčastnil v Chantilly ve Virginii v USA zasedání tzv. klubu Bilderberg (anglicky Bilderberg Group). Byl proto interpelován poslanci z KSČM a ČSSD, kteří po něm požadovali vysvětlení důvodu a financování jeho účasti. V roce 2012 potvrdil, že byl na konferenci Bilderberg pozván celkem dvakrát, ale upozornil, že pouze jako soukromá osoba. V rozhovoru uvedl, že se jedná o klasickou konferenci ve formátu přednášek významných odborníků.
Také se účastnil zasedání Trilaterální komise.[kdy?]
V říjnu 2012 v pražském Centru moderního umění DOX zahájil výstavu vídeňských akcionistů, která byla některými médii označena jako šokující, ačkoliv se akcionismus objevil již v 60. letech 20. století, kdy reagoval na konzervativní biedermeier. Sexuální a často brutální násilné scény těchto umělců, při nichž je v některých případech dle církve znesvěcen kříž coby křesťanský symbol, odsoudily, společně s účastí Karla Schwarzenberga, i některé katolické servery.
Na fasádě Deymovského paláce (tzv. Schwarzenberského domu) v pražské Voršilské ulici nechal Karel Schwarzenberg umístit několik soch žen od Davida Černého.
Karel Schwarzenberg byl příznivcem moderního umění a moderní architektury.

### Politická činnost

#### Neformální politická činnost v Rakousku (60., 70. a 80. léta)
Během pobytu v rakouském exilu byl členem Rakouské lidové strany (ÖVP). V politice se pohyboval pouze neformálně, avšak měl kontakty a vliv na nejvyšší patra rakouské politiky. V osmdesátých letech byl údajně zvažován jako kandidát na rakouského ministra zahraničí, Karel Schwarzenberg však odmítá, že by o takových úvahách věděl.

#### Neformální politická činnost v Česku (1992–2004)

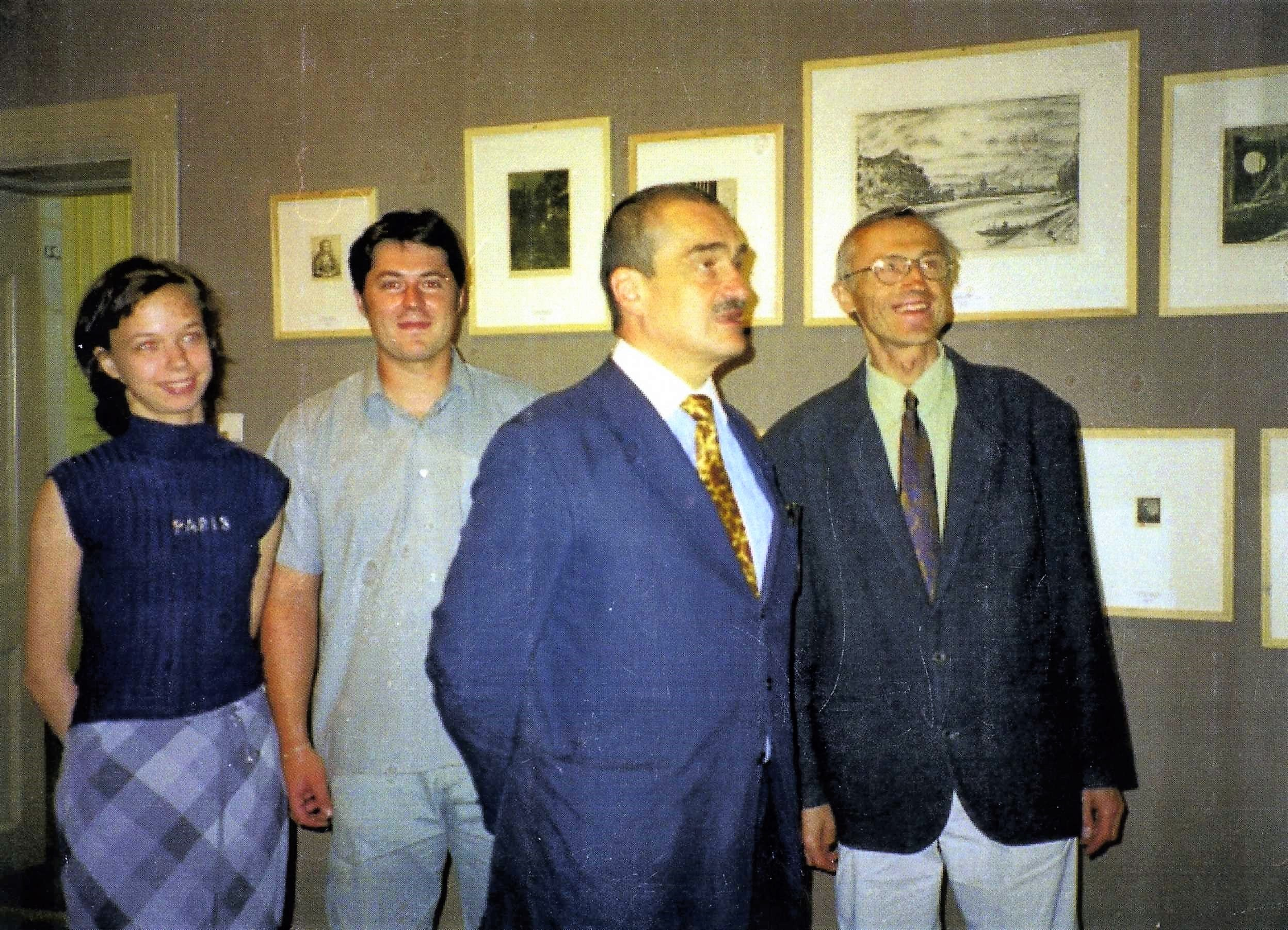
Karel Schwarzenberg v Muzeu designu v Benešově v 90. letech

Významně se podílel například na dojednání Česko-německé deklarace z roku 1997. Jeho zámek Dřevíč se stal významným neformálním centrem setkávání politiků napříč politickým spektrem, byznysmenů a dalších veřejně činných osobností, například roku 1999 zde byla podepsána Dřevíčská výzva, jejíž 11 signatářů sestavilo dokument s názvem Jak oživit českou ekonomiku.

#### Senátor (2004–2010)
V senátních volbách v roce 2002 neúspěšně kandidoval, jako nestraník nominovaný za US-DEU, v obvodu Strakonice. V prvním kole volby skončil třetí s 6 371 hlasy.
Roku 1997 se stal členem ODA, jímž byl až do jejího zániku v roce 2007.
V senátních volbách v listopadu 2004 jako člen ODA kandidoval ve volebním obvodu Praha 6 za US-DEU a byl zvolen. V prvním kole získal 10 547 hlasů a z prvního místa postoupil do druhého kola, kde obdržel 15 088 hlasů (58,16 %).

#### Ministr zahraničí (2007–2009, 2010–2013)

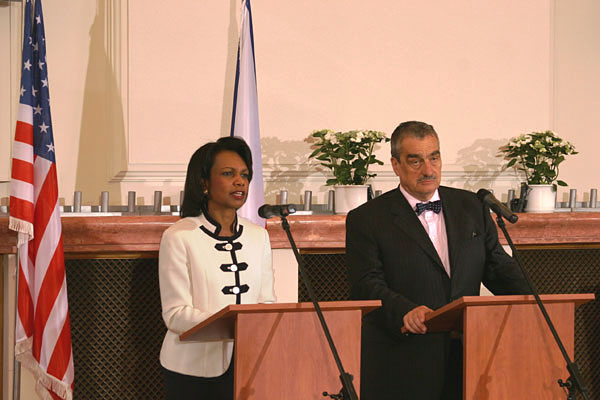
Karel Schwarzenberg a ministryně zahraničí USA Condoleezza Riceová na tiskové konferenci v roce 2008

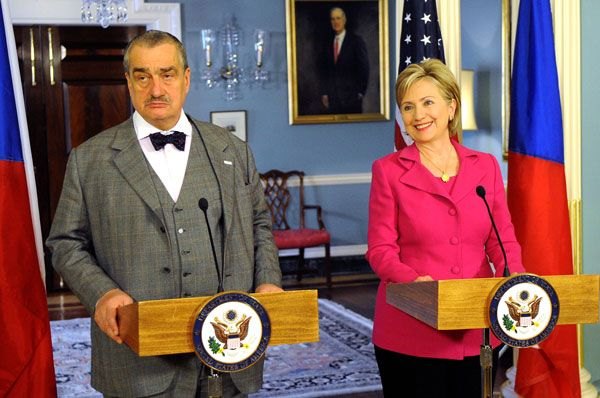
Karel Schwarzenberg na tiskové konferenci s ministryní zahraničí USA Hillary Clinton

Dne 9. ledna 2007 byl Karel Schwarzenberg jmenován ve druhé Topolánkově vládě ministrem zahraničních věcí ČR za Stranu zelených, které toto ministerské křeslo dle koaliční dohody patřilo. Dne 8. července 2008 v této funkci podepsal s americkou ministryní zahraničních věcí Condoleezzou Riceovou smlouvu o umístění radarové základny USA na území Vojenského újezdu Brdy.
Značnou pozornost vyvolalo jeho rozhodnutí opustit vládu v případě, že v ní bude nadále působit vicepremiér Jiří Čunek, aniž by vysvětlil původ svého majetku v souvislosti s obviněním z korupce, které vyšetřovala policie. Proto si Schwarzenberg u americké detektivní agentury Kroll objednal audit finančního hospodaření rodiny Jiřího Čunka, jehož výsledky zveřejnil v červenci 2008. Protože audit nepřinesl důkazy korupčních obvinění, Schwarzenberg se rozhodl ve vládě po Čunkově boku setrvat. Nedodržení slibu odůvodnil zprávou agentury Kroll.
Dne 1. listopadu 2007 na zasedání Valného shromáždění OSN Schwarzenberg za Českou republiku hlasoval proti návrhu [zdroj⁠?!], který vyžadoval, aby jednotlivé členské země OSN a relevantní mezinárodní organizace hledaly dopady použití zbraní a munice z ochuzeného uranu. 2. prosince 2008 na jiném zasedání hlasoval pro podobný návrh.[zdroj⁠?!] Schwarzenberg byl v tu dobu do funkce ministra zahraničních věcí jmenován Stranou zelených, která se jednoznačně staví proti nasazení zbraní a munice obsahující tento (radioaktivní) materiál.
Byl proponentem uznání nezávislosti Kosova, které bylo vysloveno většinou členských států Evropské unie. 21. května 2008 byl na jeho návrh tento bod začleněn do programu jednání vlády. Kritiku ze strany některých politiků Schwarzenberg sklidil za okolnosti tohoto jednání a samotné rozhodnutí. Jednání probíhalo nikoli v Praze, ale v Teplicích, Schwarzenbergův návrh byl zařazen na poslední chvíli a mimo řádně stanovený program, podle některých poslanců z KSČM též v rozporu s usnesením poslanecké sněmovny parlamentu a v rozporu s ústavním pořádkem České republiky. Daniel Solis ze Strany zelených na jedné z demonstrací proti uznání Kosova zhodnotil tuto nominaci jako „přehmat“, řekl, že Schwarzenberg za jejich stranu „nefungoval, jak by měl“ a dodal, že v případě uznání bude ministr konat „v přímém rozporu s Ústavou České republiky“.

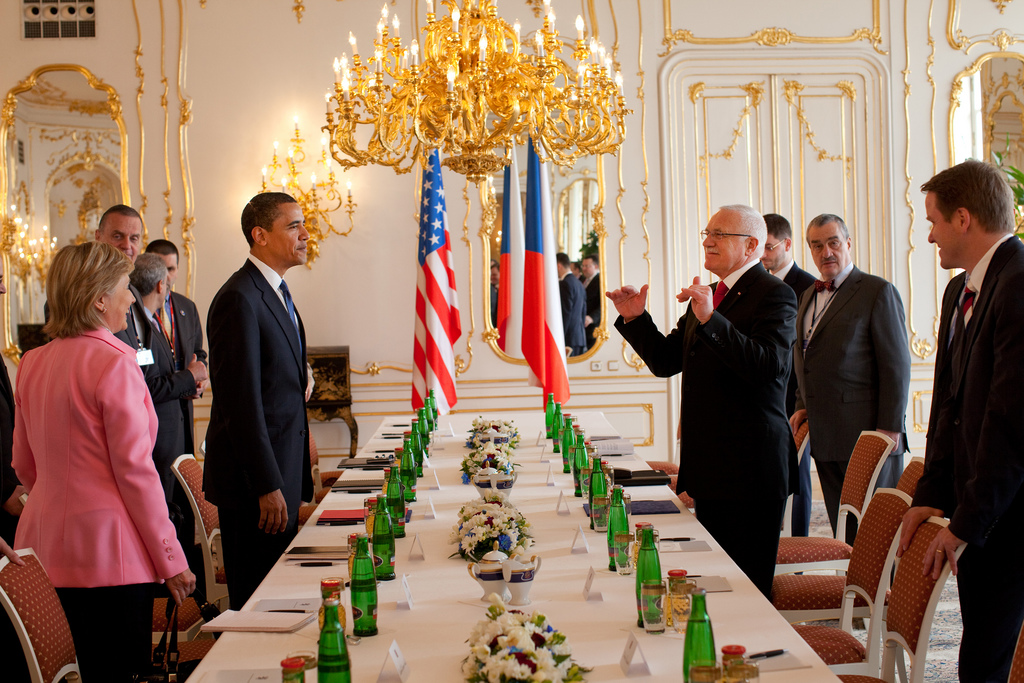
Schwarzenberg, prezident USA Barack Obama a český prezident Václav Klaus v roce 2009 v Praze

Ve funkci ministra zahraničních věcí skončil 8. května 2009, kdy Topolánkovu vládu nahradil úřednický kabinet Jana Fischera.

Po volbách 2010, v nichž byl zvolen poslancem, se 13. července 2010 stal ministrem zahraničních věcí za TOP 09 v Nečasově vládě, v níž také vykonával funkci prvního místopředsedy. Skončil společně s tímto kabinetem 10. července 2013, kdy prezident Miloš Zeman jmenoval vládu Jiřího Rusnoka. Následně byla 28. srpna 2013 dolní komora Parlamentu prezidentem rozpuštěna, čímž skončil i Schwarzenbergův poslanecký mandát. Znovu byl zvolen v předčasných sněmovních volbách a v nové sněmovně se stal předsedou zahraničního výboru.

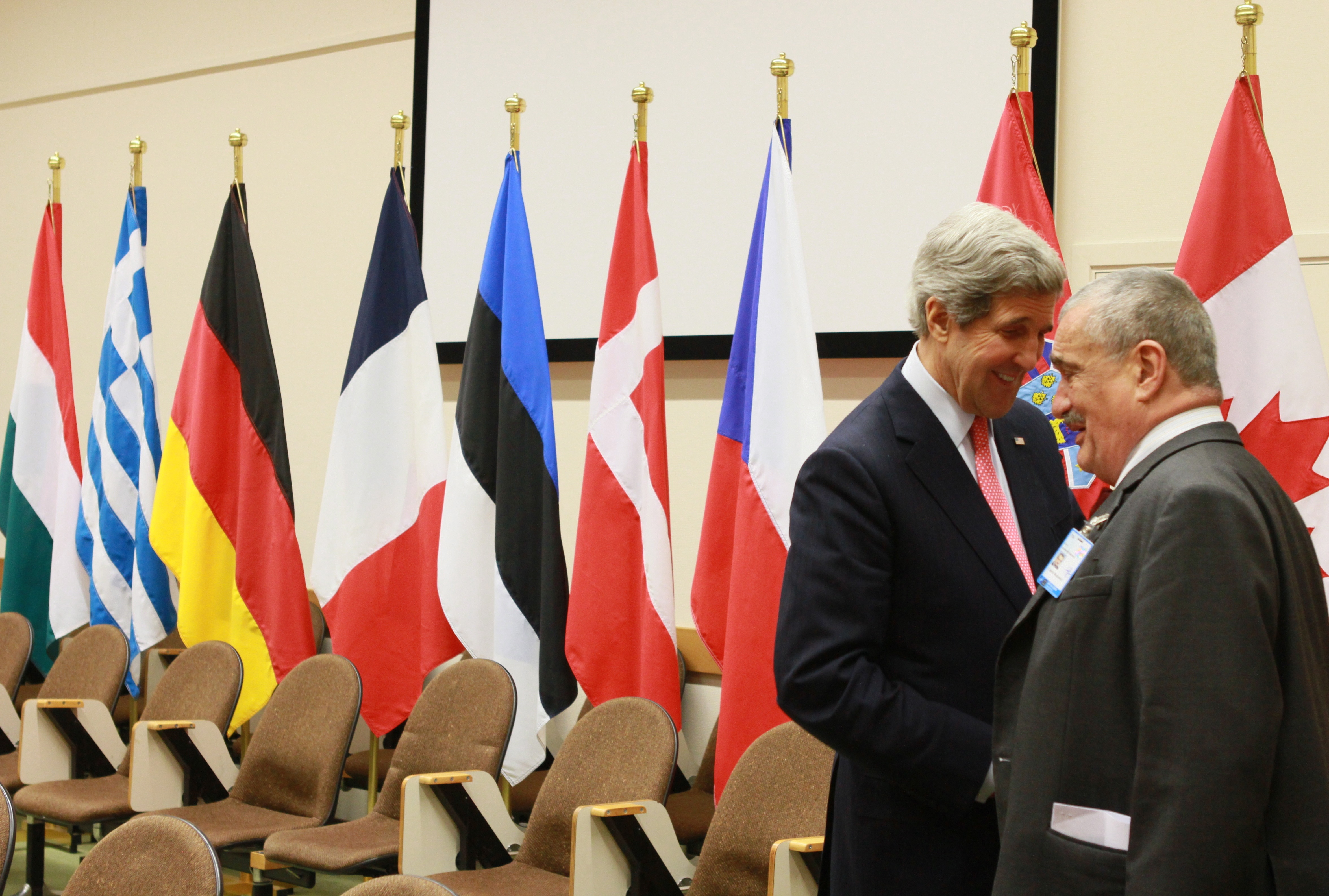
Schwarzenberg a americký ministr zahraničních věcí John Kerry v bruselské centrále NATO, 22. dubna 2013

Dne 29. srpna 2011 jako ministr zahraničních věcí v Nečasově vládě prohlásil během vojenské intervence NATO v Libyi: "Pád režimu Muammara Kaddáfího otevírá novou etapu historie svobodné Libye, která je z mnoha hledisek velmi důležitá pro klidný vývoj a bezpečnost celé oblasti. Česká republika byla mezi prvními zeměmi, které navázaly kontakty s Národní přechodnou radou Libye."
V červenci 2012 se Schwarzenberg při své návštěvě Myanmaru setkal s opoziční vůdkyní Aun Schan Su Ťij, které předal růži z hrobu Václava Havla.
Podpořil rozmístění protiraketových systémů Patriot na jihovýchodní hranici NATO v Turecku. Podle Schwarzenberga „Je to politická demonstrace, že NATO bude bránit Turecko.“
Jako "neobvykle tvrdou" označil Schwarzenbergovu kritiku Izraele v květnu 2013 zpravodajský portál Times of Israel.

#### Předseda TOP 09 (2010–2015)
Dne 11. června 2009 se Karel Schwarzenberg stal předsedou přípravného výboru nově vzniklé politické strany TOP 09. Na ustavujícím sněmu 28. listopadu 2009 byl zvolen předsedou TOP 09 ziskem 99,4 % hlasů. Byl jediným delegátem, který neodevzdal svůj hlas.
Při volbách do Poslanecké sněmovny v roce 2010 získala TOP 09 pod jeho vedením 16,7 % hlasujících voličů a stala se tak 3. nejúspěšnější stranou, v parlamentu obsadila 41 křesel. Karel Schwarzenberg byl lídrem strany v Praze, kde získal také největší počet preferenčních hlasů ze všech kandidátů.

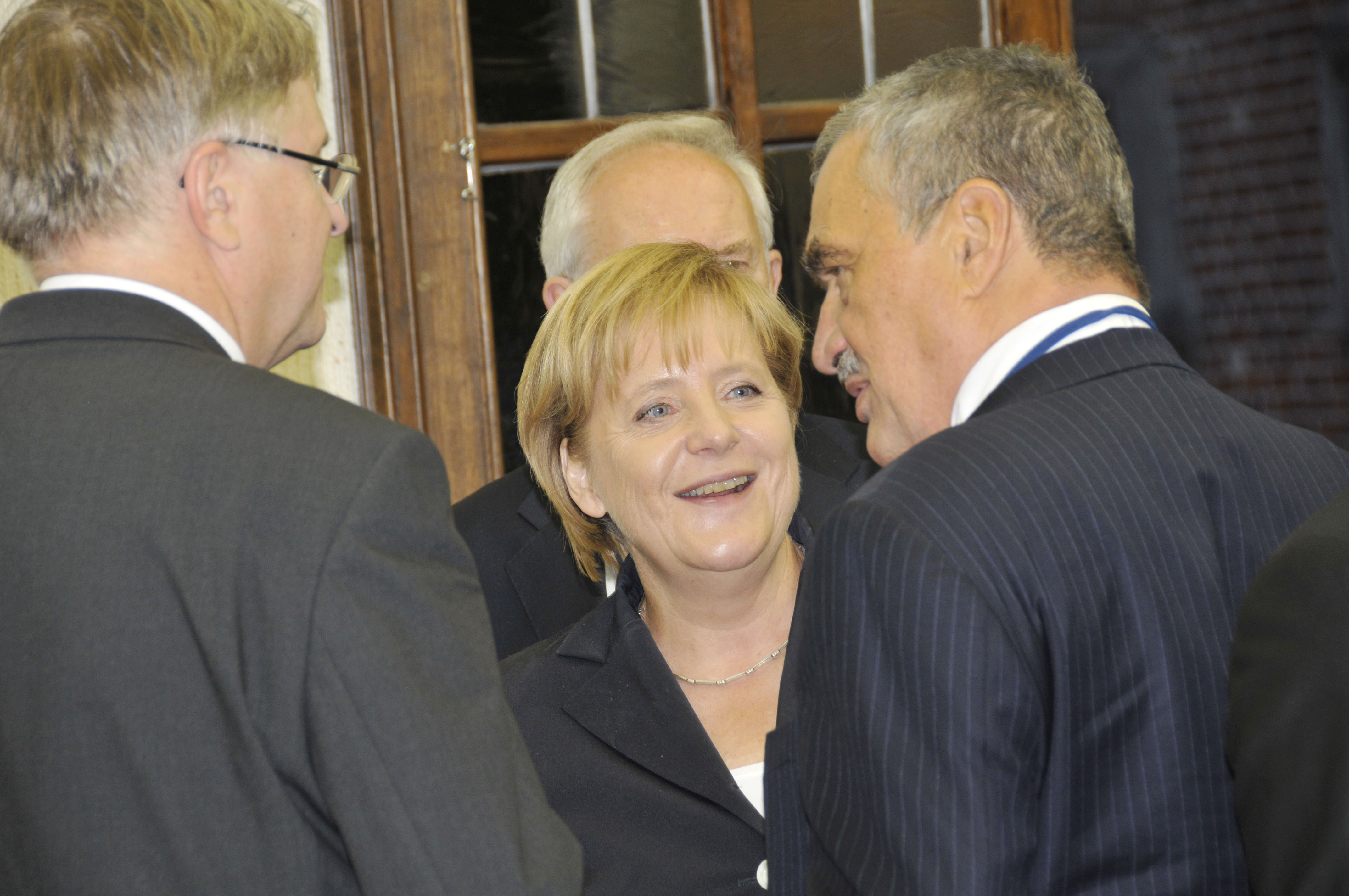
Karel Schwarzenberg s německou kancléřkou Angelou Merklovou

Následně TOP 09 vstoupila do koaliční vlády Petra Nečase společně s ODS a Věcmi veřejnými. Karel Schwarzenberg se tak opětovně stal členem vlády na postu ministra zahraničních věcí a nově také jejím 1. místopředsedou.
Na 2. celostátním sněmu TOP 09, který se konal ve dnech 22.–23. října 2011 v Hradci Králové, byl zvolen předsedou TOP 09. Na 3. celostátním sněmu TOP 09 v Praze byl 8. prosince 2013 opět zvolen předsedou strany, když získal 160 hlasů ze 173 možných hlasů (tj. 92,5 %). Funkci předsedy strany zastával až do 4. celostátního sněmu TOP 09, na němž se stal dne 28. listopadu 2015 čestným předsedou strany.

#### Kandidatura na prezidenta ČR (2013)

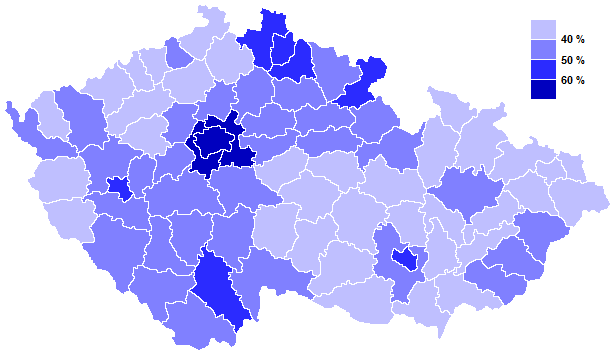
Podpora Karla Schwarzenberga v druhém kole volby

V září 2011 se s podporou své strany TOP 09 rozhodl kandidovat na prezidenta České republiky v historicky první přímé volbě konané roku 2013. V létě 2012 uveřejnil stanovisko, že pokud neuspěje, tak v politice do roku 2014 skončí.
Dle zákona v průběhu kampaně zavedl transparentní účet u České spořitelny s číslem 2840392309/0800. Z něj vyplynulo, že sám do kampaně vložil dva miliony korun. Další milion věnovala správní firma Orlík nad Vltavou s.r.o., jejímž jednatelem je Jan Schwarzenberg, syn Karla Schwarzenberga. Šest milionů věnovala jeho strana TOP 09, další milion přidali přidružení Starostové a nezávislí. Půl milionu korun daroval Zdeněk Bakala. Další částky věnovali blíže nespecifikovaní lidé, vždy jako soukromé osoby, a to například Václav Dejčmar (2,5 milionu), Viliam Sivek (2 miliony), Libor Winkler (5 milionů) a Petr Václavík (1,5 milionu).
Mezi jeho mediální podporovatele patřila řada významných osobností, jako jsou filmoví režiséři Miloš Forman a Jiří Menzel, vědci (např. Helena Illnerová), dále Jiřina Šiklová a další umělci (např. Dan Bárta, David Černý, Marie Rottrová, Matěj Ruppert, Petr Sís). Ze zahraničních osobností ho podpořili profesor Oxfordské univerzity Timothy Garton Ash a profesor Bostonské univerzity Roger Scruton. V neděli 4. listopadu 2012 byla pořádána celorepubliková série koncertů s názvem Noc s Karlem, kde na jeho podporu zdarma vystoupili např. David Koller, Václav Koubek, Vladimír Merta, Sunflower Caravan a další. Dne 9. ledna 2013 se konal „Koncert za slušného prezidenta – Karel na Hrad“, který proběhl v Praze na náměstí Jiřího z Poděbrad. Zdarma na něm vystoupili Tatabojs, Matěj Ruppert, Václav Koubek, David Koller & Band, Dan Bárta, Ester Kočičková, Michal Pavlíček, Michal Prokop, Michael Kocáb, Marie Rottrová, Zdeněk Svěrák & Jaroslav Uhlíř a další. Dle odhadu pořadatelů se akce zúčastnilo 10 000 lidí, dalších 50 000 sledovalo přímý přenos na internetu. Jeho kandidaturu také podpořily organizace jako Centrum současného umění DOX, Svaz skautů a skautek ČR a Pražský kulinářský institut. Také byla vytvořena iniciativa „Hospody volí Karla“, kam se k podpoře, prostřednictvím jejich majitelů, přidaly dvě stovky hospod a restaurací.
V posledním týdnu před volbami zveřejnil web volimkarla.cz citace výroků na podporu Karla Schwarzenberga z různých českých médií. Citovány byly Hospodářské noviny (šéfredaktor Petr Šabata a citát bez udání autora), MF DNES (komentátor Martin Komárek), Lidové noviny (šéfredaktor Dalibor Balšínek a citát bez udání autora), Reflex (Jiří X. Doležal) a Aktuálně.cz (vyjádření za celou redakci). Schwarzenberga podpořil v analytickém článku také týdeník Respekt.

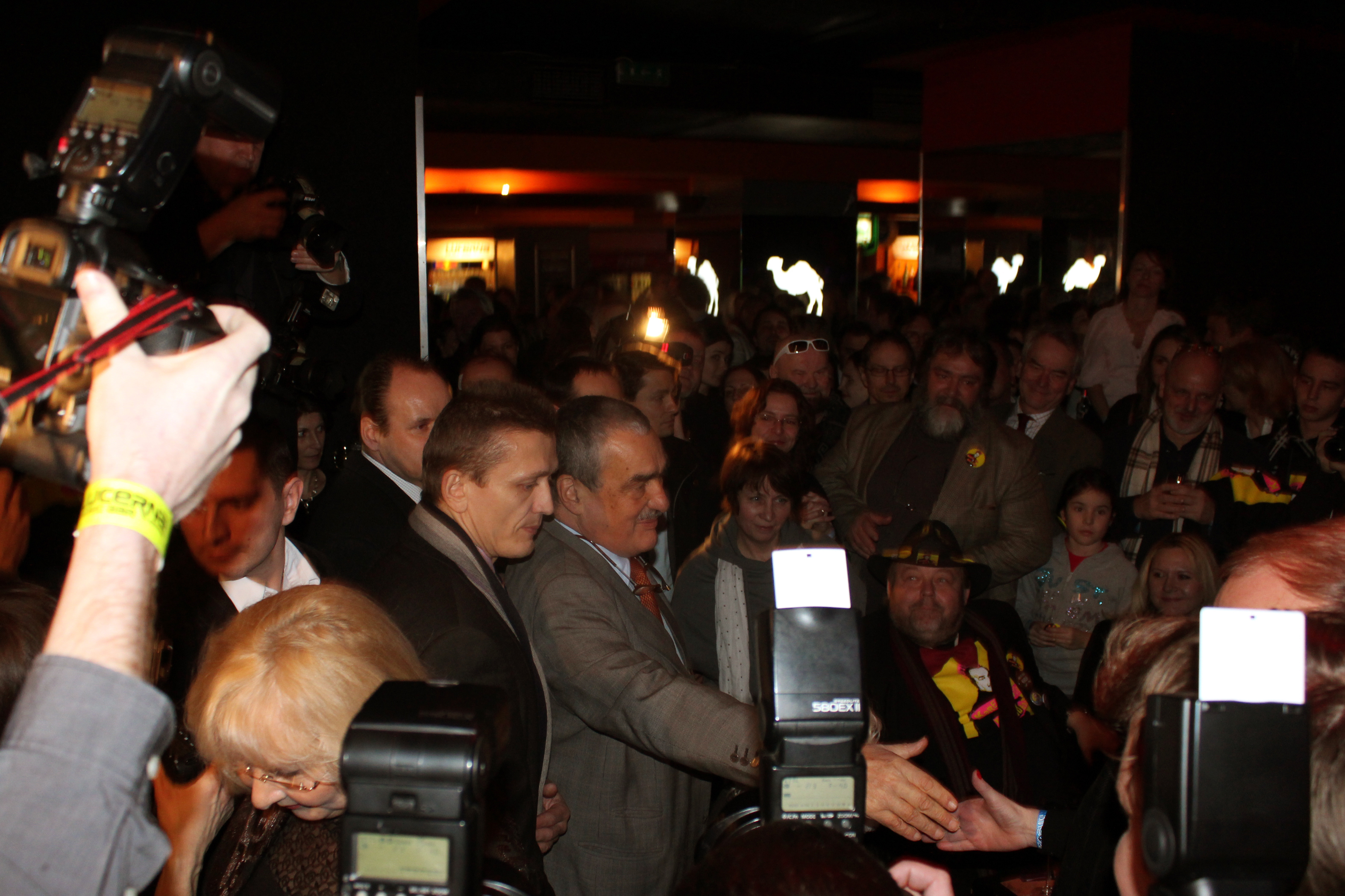
Setkání Karla Schwarzenberga a jeho příznivců po vyhlášení výsledků druhého kola volby. Palác Lucerna.

V prvním kole přímé volby, které probíhalo ve dnech 11. a 12. ledna 2013, získal Karel Schwarzenberg 1 204 195 hlasů (23,4 %) a skončil o necelých 42 000 hlasů na druhém místě za Milošem Zemanem. Oba zmínění kandidáti postoupili do druhého kola. Největší úspěch zaznamenal v zahraničí, kde ho volilo 54,36 % z 5 549 voličů. V České republice měl největší podporu v Praze, kde získal 43,19 % z 607 tisíců hlasů. Naopak nejmenší podporu měl v Moravskoslezském kraji, a to 14,77 % z 566 tisíců hlasů. Lze také říci, že Schwarzenberg měl vyšší podporu v jižních a středních Čechách, dále též v Podkrkonoší. Naopak poměrně nízkou podporu zaznamenal v oblastech západních Čech a na celé Moravě. Nejsilnějším kandidátem byl ve velkých městech, například v Praze, Brně a Plzni, naopak tomu bylo v malých městech. Dle různých vyjádření novinářů a politologických odborníků v tzv. nových médiích pomohla Schwarzenbergovi k dobrému výsledku rozsáhlá propagační kampaň na sociálních sítích, jako jsou Facebook či Twitter, kde jako jeden z prvních českých politiků plně využil jejich mobilizační sílu.
Ve druhém kole přímé volby, které probíhalo ve dnech 25. a 26. ledna 2013, získal Karel Schwarzenberg 2 241 171 hlasů (45,19 %), čímž skončil rozdílem 470 tisíc hlasů na druhém místě za Milošem Zemanem, který se stal novým zvoleným prezidentem. Největší důvěru získal Schwarzenberg u voličů pobývajících v zahraničí, kteří pro něj odevzdali 6 471 hlasů (84,21 %). U voličů na území České republiky byla jeho podpora stejně jako v prvním kole největší v hlavním městě Praze, kde obdržel 389 250 hlasů (66 %).

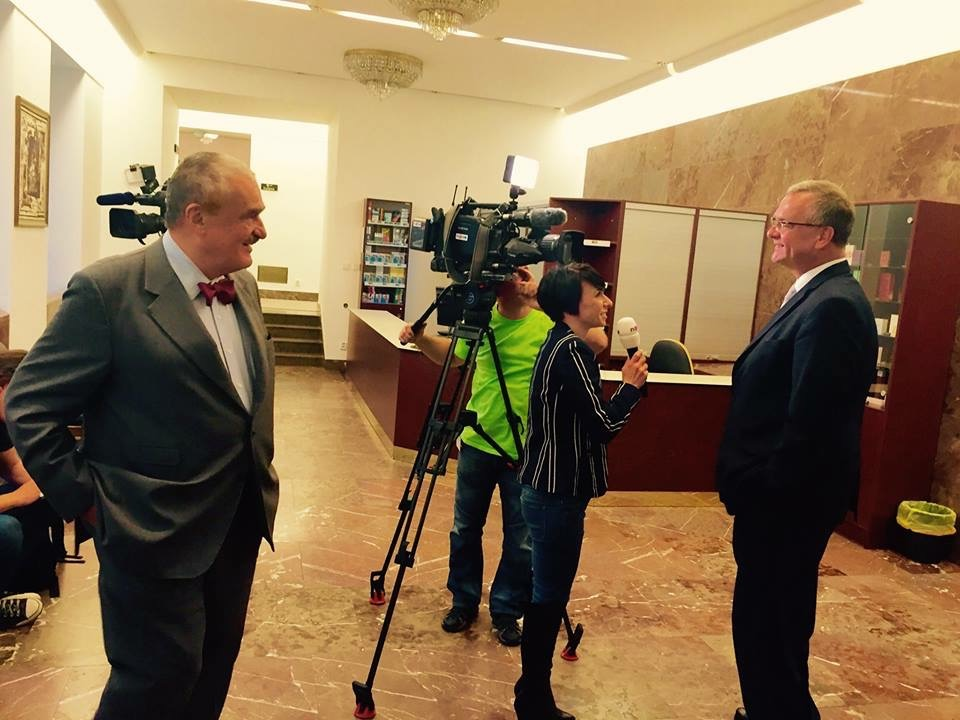
Karel Schwarzenberg a Miroslav Kalousek v Poslanecké sněmovně

Z předvolební analýzy agentury STEM/MARK bylo obecně vyvozeno, že Schwarzenberga nejspíše nejvíce volili lidé z Prahy, Čech, z obcí nad 100 tisíc a pod 5 tisíc obyvatel, ve věku 18 až 44 let a spíše lidé s maturitou a vyšším vzděláním, bez ohledu na pohlaví. Analogicky vyplynulo, že byl méně úspěšný u občanů z Moravy, z obcí mezi 5 a 99 tisíci obyvateli a u osob nad 45 let věku.

#### Poslanec PČR (2010–2021)
Ve volbách do Poslanecké sněmovny PČR v roce 2013 úspěšně kandidoval v Hlavním městě Praze jako lídr TOP 09 a STAN. Ve volbách také získal nejvíce preferenčních hlasů ze všech kandidátů, a to 37 794 (6,44 % hlasů v kraji). Podle analýzy sdružení Kohovolit.eu z konce prosince 2014 měl Schwarzenberg nejnižší účast v docházce na hlasování ze všech poslanců, pouhých 28 %.
Ve sněmovním období 2013-2017 působil ve funkci předsedy Zahraničního výboru Poslanecké sněmovny Parlamentu České republiky. Z této pozice v březnu 2016 vyzval ruskou vládu k propuštění zajaté ukrajinské pilotky Nadi Savčenkové. Ve volbách do Poslanecké sněmovny PČR v roce 2017 byl lídrem TOP 09 v Praze. Získal 19 370 preferenčních hlasů a mandát poslance obhájil.
V říjnu 2019 jako jediný poslanec hlasoval proti usnesení, které ztotožnilo kritiku Izraele s antisemitismem. Označil se za velkého přítele Izraele, ale zároveň kritizoval politiku izraelské vlády, která se budováním izraelských osad na okupovaném Západním břehu Jordánu snažila bránit dvoustátnímu řešení konfliktu mezi Izraelci a Palestinci.
V červenci 2020 oznámil v rámci rozhovoru pro server Reflex.cz, že ve volbách do Poslanecké sněmovny PČR v roce 2021 již nebude kandidovat, což se také stalo. Mandát poslance mu tak vypršel v říjnu 2021, čímž opustil politiku.

#### Po odchodu z politiky
Po opuštění Poslanecké sněmovny Schwarzenberg působil jako čestný předseda TOP 09, rovněž se často vyjadřoval k veřejnému dění formou rozhovorů, besed, či vlastních článků. Po zvolení Petra Pavla prezidentem se stal členem jeho týmu neformálních poradců pro zahraniční a vnitřní politiku, ve kterém působil vedle dalších významných politických osobností, například exministra zahraničí Tomáše Petříčka, politologa Jiřího Peheho, nebo exdiplomatů Michaela Žantovského a Petra Koláře. 

### Postoje a smýšlení
Schwarzenberg se sám označoval za konzervativního člověka. Jiní ho považují za liberála, protože podporuje registrované partnerství homosexuálů a adopci dětí osobám žijícím v těchto svazcích, a protože jako ministr Topolánkovy vlády hlasoval pro rozšíření možnosti potratů. Byl zastáncem církevních restitucí, tedy navrácení majetku zabavenému církvím komunisty po roce 1948. Také prosazoval zelenou politiku – v roce 2005 hlasoval pro kontroverzní zákon o podpoře obnovitelné energie, ale zároveň odmítl tzv. ekoterorismus. Velký důraz kladl na osobní české vlastenectví, které se u něj rozvinulo již v mládí pod vlivem jeho otce. Dlouhá léta bojoval za lidská práva a vždy se hlásil k humanistickému odkazu Tomáše G. Masaryka a později Václava Havla. Byl zastáncem demokracie a odpůrcem totalitních režimů. V neposlední řadě byl zastáncem funkční Evropské unie, ovšem jako unie jednotlivých suverénních států.
V diskuzi na ČT Schwarzenberg prohlásil, že Benešovy dekrety „jsou dnes už překonány, jsou právně vyhaslé“ a kritizoval odsun Němců z Československa. Podle Schwarzenberga by bylo poválečné vysídlení Němců podle dnešních měřítek odsouzeno jaké „hrubé porušení lidských práv“ a československý prezident Edvard Beneš i celá jeho vláda by se ocitli před mezinárodním trestním soudem pro válečné zločince v Haagu.
V rozhovoru s Karlem Hvížďalou Schwarzenberg řekl: „Odchodem Židů a Němců se náš pohled ohromně zúžil. Už se díváme jen na vlastní pupek. Ještě před pár lety jsme se mohli dívat až na Michalovce. Teď už se díváme jen do Břeclavi. A to je samozřejmě další omezení. A protože s nikým nekomunikujeme, tak podle toho to u nás vypadá.“

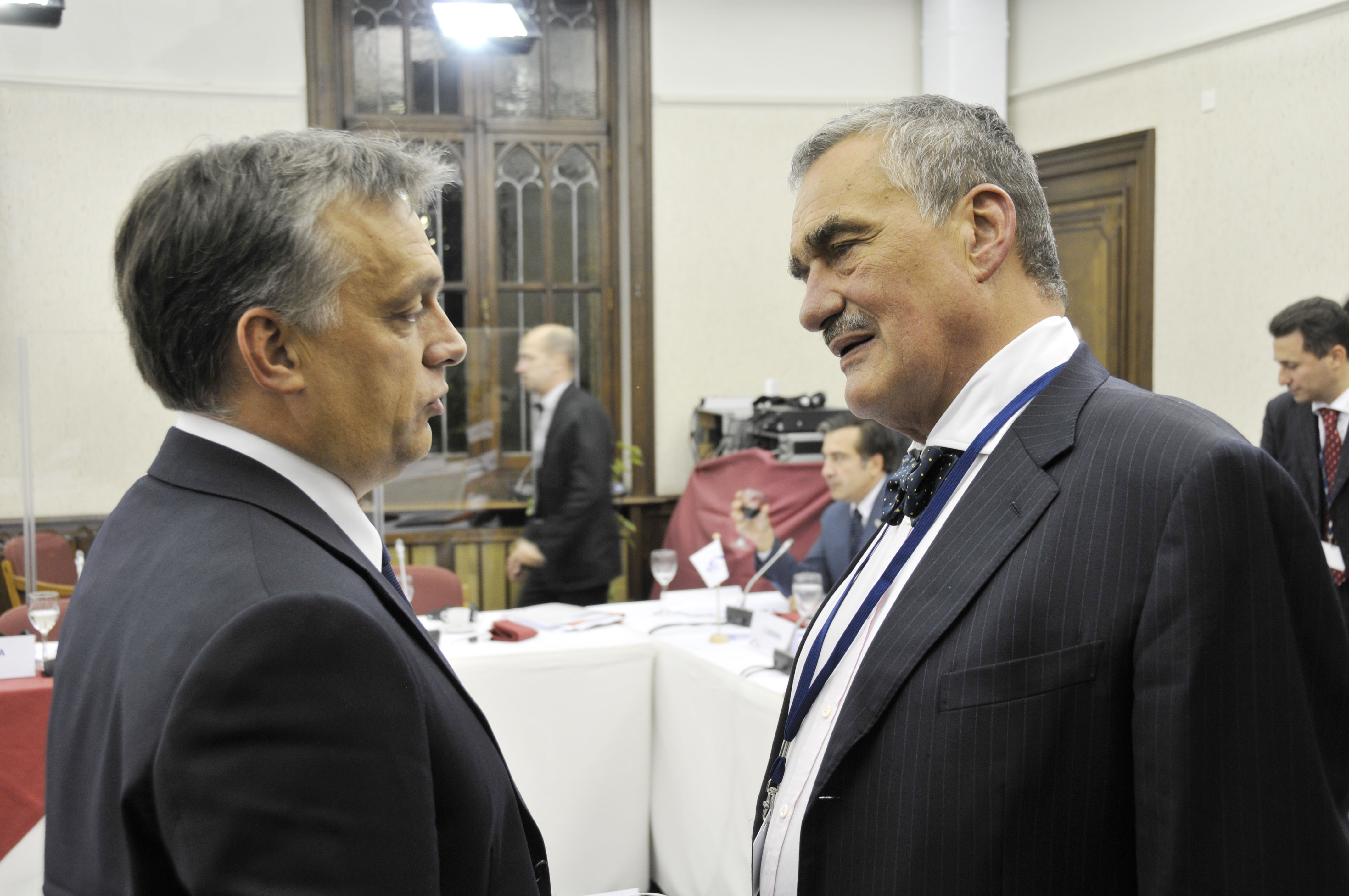
Karel Schwarzenberg s maďarským premiérem Viktorem Orbánem v roce 2010

V červenci 2013 označil postup prezidenta Miloše Zemana v české vládní krizi za pokus o převzetí moci a přirovnal jej k uchopení moci nacisty v Německu v roce 1933 a komunisty v Československu 1948. Zároveň vyjádřil své odhodlání bojovat, v případě že Rusnokova vláda nezíská důvěru, všemi prostředky proti jejímu případnému setrvání u moci do řádných voleb v květnu 2014.
Schwarzenberg obhajoval vývoz zbraní z České republiky do Saúdské Arábie. V rozhovoru pro DVTV uvedl: „Saúdská Arábie je pro nás v některých oblastech cenný spojenec, to musíme přiznat. Lidská práva tam nejsou dodržována, to je pravda. Ale život není ideální a člověk někdy taky musí mít partnery, s jejichž chováním není úplně spokojen.“
V reakci na evropskou migrační krizi a na povinné uprchlické kvóty, které navrhla Evropská komise, Schwarzenberg v srpnu 2016 prohlásil, že bychom měli přijmout několik tisíc uprchlíků. Také uvedl, že chápe politiku německé kancléřky Angely Merkelové a Němci jsou nejlepší pomocníci a spojenci České republiky. Podle Schwarzenberga problém s uprchlíky Německo zvládlo docela dobře. NATO považuje za hlavního spojence a garanta České republiky.
Na své facebookové stránce sdílel příspěvek, ve kterém připustil, že členové Ukrajinské povstalecké armády (banderovci) v boji „proti Ruské koloniální armádě“ vraždili Poláky a příslušníky dalších národností, ale také dodal, že „povstalecká hnutí a bojovníci proti koloniálním nadvládám způsobili kruté zabíjení a krveprolití všude po světě (...) Ve Vietnamu, v Alžíru či v Angole nyní spíše oslavujeme dotyčná protikolonialistická povstalecká hnutí. Ale copak v Ukrajině to bylo jiné?“ Připomněl také násilí páchané proti katolíkům během husitských válek a uvedl, že „nemáme vyčítat jiným národům násilí v jejich dějinách, když odpovídáme za násilí páchané také u nás. A to i ve dvacátém století.“
Kritizoval trvající izraelskou okupaci palestinského území a po vypuknutí izraelsko-palestinských střetů v květnu 2021 prohlásil v rozhovoru pro CNN Prima NEWS, že za vyhrocené vztahy a neustálé ostré vojenské konflikty mezi Palestinou a Izraelem mohou i Izraelci, že udržování okupačního režimu není z jejich strany možné a dlouhodobě udržitelné a dokud nedojde ke skutečnému mírovému ujednání a Izraelci nepřestanou ničit palestinské domy, klid nenastane. Podle něj je ČR starý spojenec již od vzniku státu Izrael a jde o jeden z tradičních směrů české zahraniční politiky. Na druhé straně podle něj okupační režim škodí okupovaným, ale také okupantům. „Dokud se nepodaří dosáhnout opravdu mírového ujednání, terorismu se bude dařit vždy, a samozřejmě, pokud Izraelci boří palestinské domy a vysídlují palestinské obyvatelstvo, není možné dosáhnout klidu. Izraelci musí také pochopit, že není možné udržovat v té či oné formě okupační režim na palestinských územích, které jsou na Izraeli naprosto závislé a Izrael tam má opravdu vždy poslední slovo. S tím je třeba se vypořádat. Dokud nebude existovat rovnoprávný vztah, nemůžeme se divit, že se vždy objeví další teroristé.“
K 50. výročí sebeupálení Jana Palacha v lednu 2019 Schwarzenberg uvedl pro Forum24:
Neprotestoval proti sovětské okupaci, ale proti našemu chování během normalizace. A proto se odhodlal obětovat, opakuji ještě jednou, pro čest našeho národa. Probudit ho a vyzvat k činu. Převládá u mě spíše tichý obdiv, protože jsem si vědom toho, že veškerá příliš hlasitá slova by dnes zněla poněkud dutě. Zvláště v době, kdy jsme se rozhodli poklonkovat nejrůznějším mocipánům tohoto světa. Dnes už nemáme výmluvu okupace, ať už protektorátní německé, či sovětské normalizační. Nyní jsme svobodný národ a naši představitelé to dělají zcela dobrovolně a z vlastní vůle. Očividně jsme od Mnichova ztratili veškerý cit pro čest našeho národa.
Karel Schwarzenberg

#### Dopis Donaldu Trumpovi
V lednu 2017 uveřejnil deník The Washington Post zprávu o varovném dopisu, určeném nastupujícímu americkému prezidentovi Donaldu Trumpovi, ve kterém jeho zvolení signatáři uvítali. V dokumentu je psáno, že prezident Ruské federace Vladimir Putin není – na rozdíl od signatářů – ani americkým spojencem, ani důvěryhodným partnerem v mezinárodní politice a že „neusiluje o americkou velikost“. Dále se v dopise praví, že zrušení protiruských sankcí nebo souhlas s rozdělením Ukrajiny by „naše východní sousedy“ ekonomicky destabilizovalo a napomohlo vzniku extremistických, oligarchických a protizápadních nálad. Tento dopis parafovali vesměs pravicoví politici hlavně ze střední a východní Evropy: exministr zahraničí Karel Schwarzenberg, exministr zahraničí a obrany Alexandr Vondra, slovenský expremiér Mikuláš Dzurinda, exšéf polské diplomacie Radosław Sikorski, švédský expremiér Carl Bildt a exprezidenti Rumunska, Estonska a Lotyšska, celkem jde o 17 jmen.

#### Kritika
Schwarzenberg přiznal, že na počátku 90. let 20. století přijal nabídku úředníka urychlit vyřízení restitucí za příslib protislužby. Tuto skutečnost potvrdil roku 2010 v rozhovoru pro Mladou frontu DNES. V reakci na zveřejnění tohoto svého počinu pak oznámil: „Nebyla to žádná suma. Nebyly to peníze. Bylo to něco jiného, jakási protislužba, kterou po mně ten úředník tehdy chtěl a kterou jsem pro něj měl udělat. Byla to výjimečná situace.“ Později upřesnil, že zmíněný úředník za zahájení restitučního řízení požadoval prodej pozemku. Celý případ byl již při svém zveřejnění právně promlčený.
S podnikatelem Zdeňkem Bakalou ve výše popsané privatizaci zakoupil státní podnik Becherovka, firma se poté údajně ocitla v hluboké ztrátě.
V roce 2011 byl propuštěn ředitel IT oddělení MZV Jakub Klouzal, který v roce 2010 upozornil ministra Schwarzenberga na předražené zakázky. Schwarzenberg nechal případ prošetřit inspekcí ministerstva zahraničí, která následně případ předala policii, ta však celou věc odložila. Odložení případu označil Schwarzenberg za šok. Klouzal tvrdí, že údajně inspekce MZV nepředala policii část originální dokumentace, kterou si prý od něho ani nikdy nevyzvedla. Podle MF Dnes měl jasné doklady, že ministerstvo zbytečně utratilo až 60 milionů korun. Klouzal poté dostal ocenění Nadačního fondu proti korupci.
Začátkem roku 2008 se objevilo tvrzení, že Karel Schwarzenberg neumí dobře česky, pracně hledá slova, vypadává z větné vazby, plete si pádové koncovky nebo je vůbec nepoužívá. Uchyluje se jak ke knižním infinitivním tvarům, tak k výrazům hovorové češtiny. Kritici i příznivci mu vytýkají (či až zesměšňují) též časté usínání na veřejnosti a málo srozumitelné vyjadřování, což mnozí dávají rovněž do souvislosti s jeho věkem nebo zdravotním stavem. Petra Paroubková ve své knize napsala, že Schwarzenbergovi není rozumět, a to nejen v češtině, ale ani v jiných jazycích.
Schwarzenberg, ministr zahraničí Tomáš Petříček a ministr kultury Lubomír Zaorálek vydali 23. května 2020 společné prohlášení, v němž kritizovali izraelské plány na anexi židovských osad, které Izrael od roku 1967 vybudoval na okupovaném Západním břehu Jordánu, tedy na území budoucího státu Palestina, a které jsou z hlediska mezinárodního práva nelegální. Podle Schwarzenberga „Izrael je náš spojenec a přítel a v takových vztazích je konstruktivní kritika namístě.“ Prohlášení vyvolalo ostrou reakci mnoha českých politiků i ze strany Izraele.
V květnu 2021 obvinilo několik žen místopředsedu poslaneckého klubu TOP 09 Dominika Feriho ze sexuálního obtěžování a ze série sexuálních napadení. Schwarzenberg prohlásil, že je normální, když se mladý kluk jako Dominik Feri snaží dostat holky do postele, a také vyjádřil podezření, že za obviněními proti Ferimu stojí Česká pirátská strana, protože „Je to pár měsíců před volbami a Dominik Feri byl jejich největší konkurent.“ Schwarzenbergův výrok kritizovali někteří členové jeho vlastní strany.

### Vystupování na veřejnosti

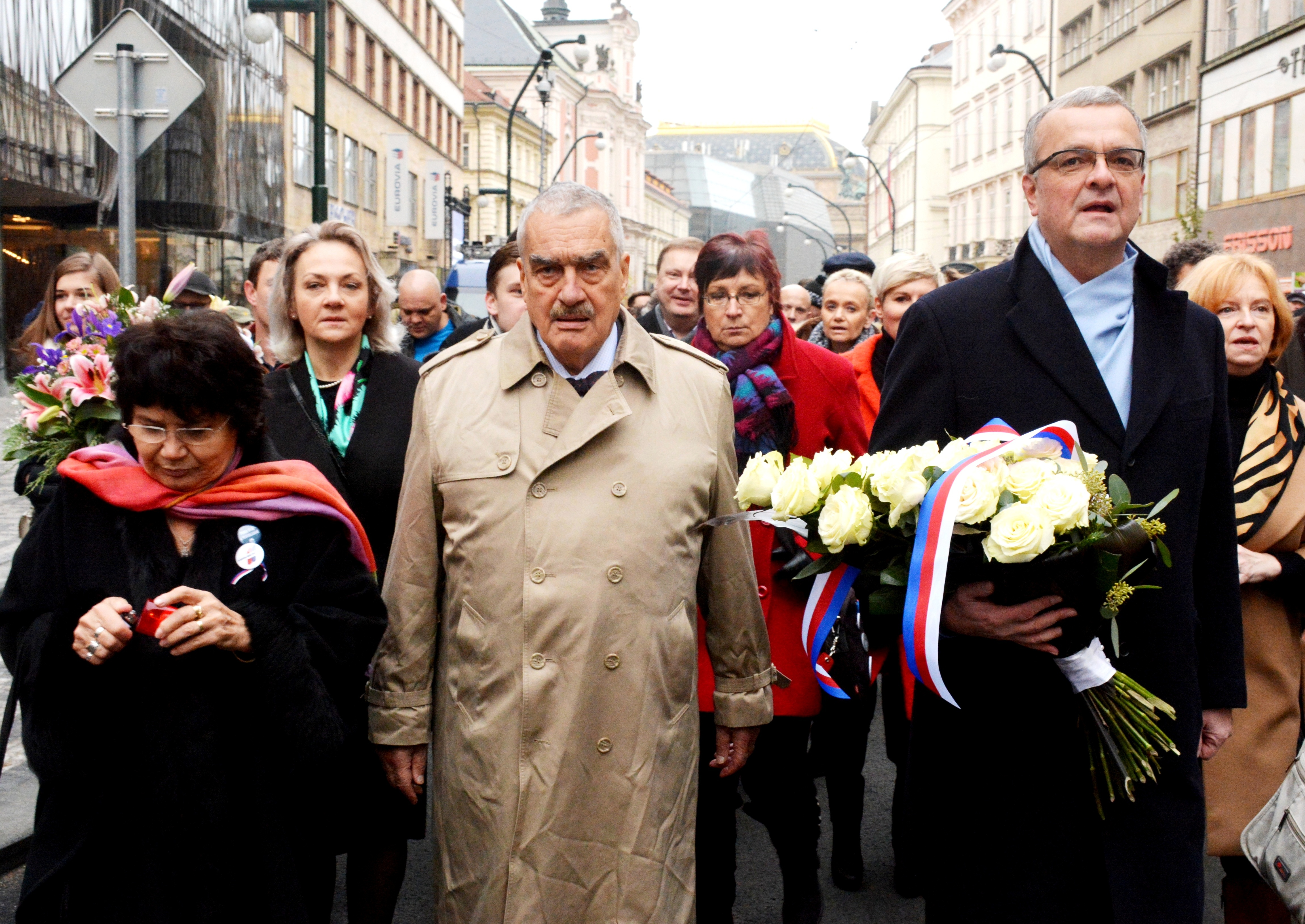
Schwarzenberg a Miroslav Kalousek na Národní třídě během výročí sametové revoluce 17. listopadu 2017

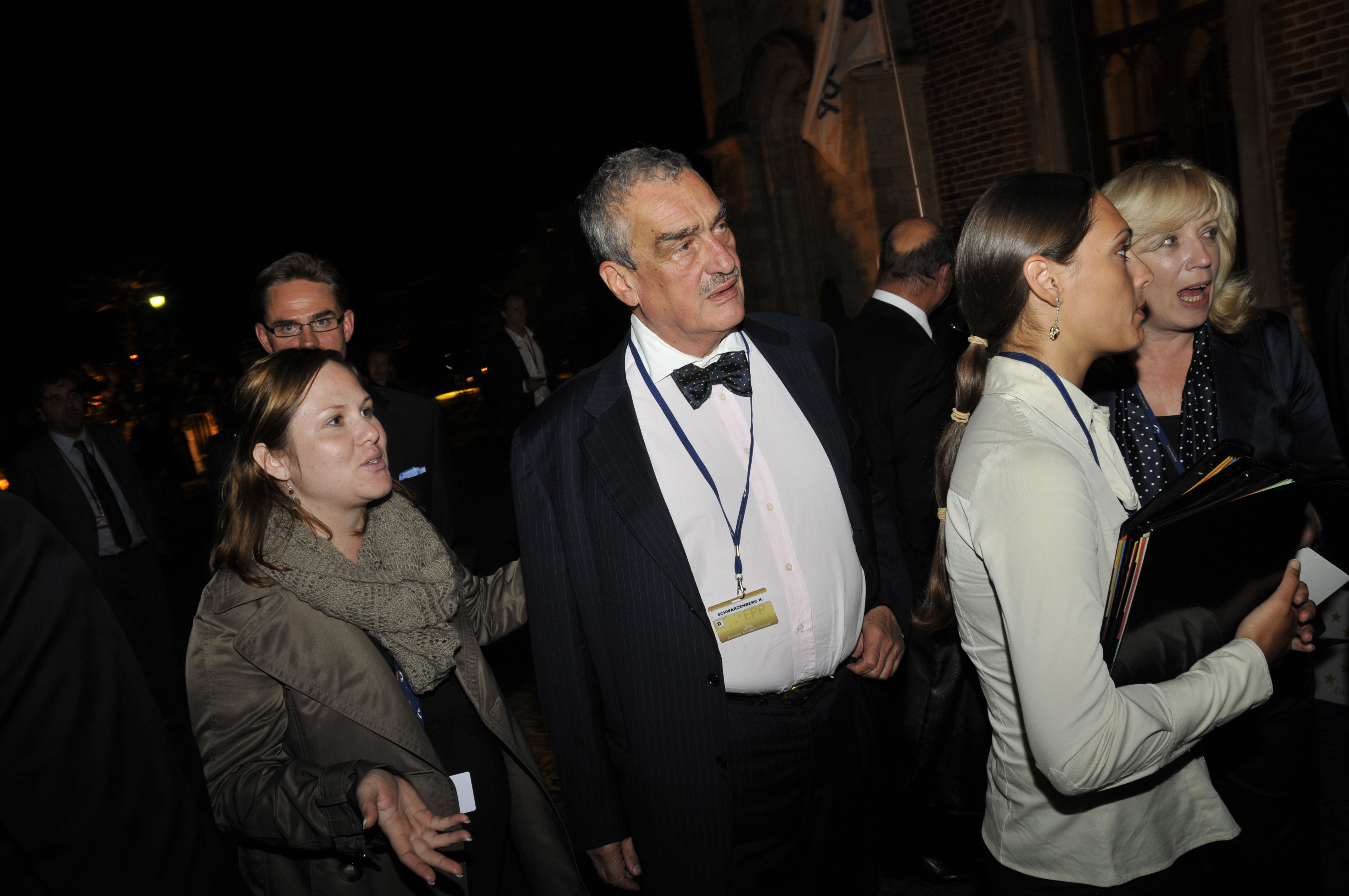
Karel Schwarzenberg na summitu Evropské lidové strany v roce 2010

#### Urážlivé výroky
Jeho lidové až vulgární a zároveň archaické vyjadřování bylo předmětem pozornosti i kritiky. V květnu 2007 označil rakouské protijaderné aktivisty za magory, v listopadu 2009 označil ČSSD za povětrnou holku. V listopadu 2009 řekl, že při každé diskusi zaznamenává, že způsob, jak se u nás politika dělá, se většině lidí hnusí, nehledě na to, jestli ji dělá modrý pták, socan či černoprdelník. KDU-ČSL pak po něm za označení, které jí připadalo jako na ni mířené, vyžadovala omluvu. V lednu 2010 požadoval okamžité zbavení svéprávnosti pro toho, kdo v situaci ohrožení důchodového systému požaduje vyplácení třináctého důchodu. V televizním diskusním pořadu v září 2011 řekl, že by Václav Klaus měl více dbát o svou pozici hlavy státu a nepůsobit ve světě jako někdy docela zábavný provokatér, což prezidentův mluvčí Radim Ochvat označil za hrubý osobní útok na prezidenta republiky. Václav Klaus označil Schwarzenbergův styl vyjadřování za smutný, neboť podle něj devastuje a ničí beztak chatrnou veřejnou diskusi a politickou kulturu v České republice. V srpnu 2011 Schwarzenberg prohlásil, že umístění Ladislava Bátory v pozici ředitele personálního odboru ministerstva školství je rovná tomu, jako kdyby byl známý pedofil ustanoven ředitelem dívčí školy, a že Bátora s ohledem na své vystupování a názory patří na školství jako „pazdeří k jisté části těla“. Když se Schwarzenberg zastával Alexandra Vondry v kauze ProMoPro, jednu chybu mu přesto vytkl: „Všichni makali jak barevní, a že někdo mohl kontrolovat všechno u sebe na ministerstvu? Kecy. (…) Tvrdit, že každou objednávku měl pod kontrolou, byla volovina. Hovno měl pod kontrolou – a taky mít nemohl.“
Úředník ministerstva ministra školství Ladislav Bátora 9. srpna 2011 v reakci na urážlivý výrok Karla Schwarzenberga vůči své osobě v diskusi na svém facebookovém profilu napsal na adresu Karla Schwarzenberga: „Chudáček starej… To se mu to bezostyšně prská, když ví, že ho přinejmenším ze tří důvodů nemohu vyzvat na souboj…“ Ministr Josef Dobeš se pak od těchto výroků distancoval a TOP 09 žádala Bátorovo nebo Dobešovo odvolání.
V roce 2015 označil českou hysterii z přijímání imigrantů za projev malosti, jindy sdělil, že je „zhnusen“ vystupováním Miloše Zemana na jednom pódiu s lidmi pokračujícími v práci protektorátního ministra Emanuela Moravce a také že migrační krize je nekrvavou válkou, s kterou se musí současná generace vypořádat stejně jako s nacismem a komunismem.

#### Kritika Schwarzenberga kvůli věku, nesrozumitelnosti a usínání
V roce 2011 mu německý novinář z tiskové agentury DPA u Evropského parlamentu špatně porozuměl a slova „keine Katastrophe“ pochopil jako „eine Katastrophe“, takže druhý den musel Schwarzenberg dementovat informaci, že Česká republika podporuje libyjského diktátora Kaddáfího. Za podobně zásadní považoval tento problém i Petr Holec v článku v časopise Reflex v únoru 2011. Podle něj lze Schwarzenbergovo “šišlání” interpretovat různě a „je vlastně jedno, co říká“. S mírnou nadsázkou pak uvažuje, že to je na jednu stranu výhoda, protože ho nikdo nemůže obvinit, že řekl něco hloupého, nepatřičného, případně rasistického, na druhou stranu to může být nevýhoda, pokud při nějakém rozhodování bude záležet na jeho hlasu anebo pokud by mohl třeba v OSN vzbudit dojem, že řekl, co vlastně neřekl, a „spustit něco, co spustit nechtěl“.
Bohuslav Sobotka v srpnu 2012 v narážce na věk některých prezidentských kandidátů (z nich mezi nejstarší patřil právě Schwarzenberg) na svém facebookovém profilu poznamenal, že by nechtěl, aby někomu v prezidentských debatách vypadla v přímém přenosu zubní protéza jako jednomu pákistánskému politikovi. Později dovysvětlil, že si představil tu partičku mocichtivých sedmdesátníků deroucích se na Hrad a neudržel se. Karel Schwarzenberg poznamenal, že je mu z výroku smutno, že v době jeho mládí se stáří ctilo a mladík by tehdy dostal za takovýto výrok okamžitě facku a že T. G. Masaryk, na nějž se Sobotkova strana odvolává, nastoupil do funkce ve vysokém věku. Jiří Paroubek Sobotku hájil tím, že Schwarzenberg je senilní a prý má vždy smysl pro humor, takže není důvod, aby se kvůli výroku urážel. Paroubek považoval Sobotkův výrok jen za nepovedený žert a projev Sobotkovy nižší sociální inteligence, nikoliv špatného vztahu k seniorům. Sobotka označil námitky proti svému výroku za prudérní a za projev nedostatku smyslu pro humor a obhajoval se tím, že sám musel po čtyři roky svého působení v politice snášet vtipy kvůli fixním rovnátkům, ale nikdy by ho nenapadlo z toho dělat kauzu politické korektnosti, avšak debata o vysokém věku kandidátů je podle něj zcela legitimní.
Své slabiny – usínání na veřejnosti a vady řeči – se Schwarzenberg snaží zlehčovat ve svých volebních kampaních. Jeho slogan z roku 2010 „Když se kecají blbosti, tak spím“ byl dokonce vyjádřeními odborníků oslovených redakcí iDnes.cz vyhodnocen jako nejlepší předvolební slogan. Bylo oceněno, jak slogan dokázal z jeho handicapu udělat téměř přednost a jak vystihuje, že Schwarzenberg rafinovaně míchá noblesu a jadrnou lidovost, což lingvistka Světla Čmejrková dokládala na pospisovnělém slovu „kecají“ místo normálního „kecaj“. V roce 2012 se pokusil tento úspěch zopakovat použitím sloganů jako: „Není mi sice občas rozumět, ale mé názory jsou jasné.“ V kampani pro prezidentské volby 2012 podle kreativce Marka Prchala jeho volební tým především skvěle maskoval hlavní problém kandidáta, spočívající v tom, že mu často není rozumět, a to tak, že v klipech kandidát vůbec nemluví, ale mluví jen jeho příznivci. Jeho pospávání není podle kritiků jen záležitostí domácí politiky, ale bylo zaznamenáno i ve světě. Podle zpráv Schwarzenberga přemohla dřímota na Bělehradském bezpečnostním fóru za přítomnosti sedmdesáti dalších státníků.

## Ocenění a vyznamenání

### Ocenění
- Evropská Cena za lidská práva (1989) (předchůdce dnešní Ceny Václava Havla za lidská práva), společně s Lechem Wałęsou,[187] za Mezinárodní helsinský výbor pro lidská práva
- Člen mezinárodní komise nadace Adalbert-Stiftung Krefeld[zdroj⁠?!]
- Cena Marion Dönhoffové (2012)[188]
- Medaile Roberta Schumanna skupiny Evropské lidové strany (2015)
- Medaile Marietty and Friedricha Torbergových Židovské náboženské obce ve Vídni (2015)
- Čestný občan města Hluboká nad Vltavou (1990)[189]
- Čestný občan města Murau[190]

### Vyznamenání
- Habsbursko–lotrinský Řád zlatého rouna (1991)[191]
- Řád Tomáše Garrigua Masaryka III. třídy (2002)[192]
- Velká čestná dekorace ve stříbře na stuze Čestného odznaku Za zásluhy o Rakouskou republiku (2005)[193]
- Velkokříž Záslužného řádu Spolkové republiky Německo (2008)[194]
- Velkokříž Maltézského záslužného řádu (2009)[195]
- Komandérský kříž s hvězdou Záslužného řádu Maďarské republiky (2009)[196]
- Čestný odznak „Bene Merito” Ministerstva zahraničních věcí Polské republiky (2010)[197]
- Řád za zásluhy Svobodného státu Sasko (2012)
- Velkokříž Řádu za zásluhy Polské republiky (2013)
- Velké zlaté čestné vyznamenání Státu Štýrsko
- Čestný a devoční rytíř Suverénního řádu maltézských rytířů[198]
- Zlatý záslužný kříž Vojenského a špitálního řádu sv. Lazara Jeruzalémského Pro Fide et Merite[199]
- Medaile „100 let BLR“ Rady Běloruské lidové republiky (2019)[200]
- Řád knížete Jaroslava Moudrého II. třídy (2020)[201]
- Medaile Za zásluhy o diplomacii (2020)[202]
- Řád Bílého lva občanské skupiny I. třídy (2023)

## Galerie

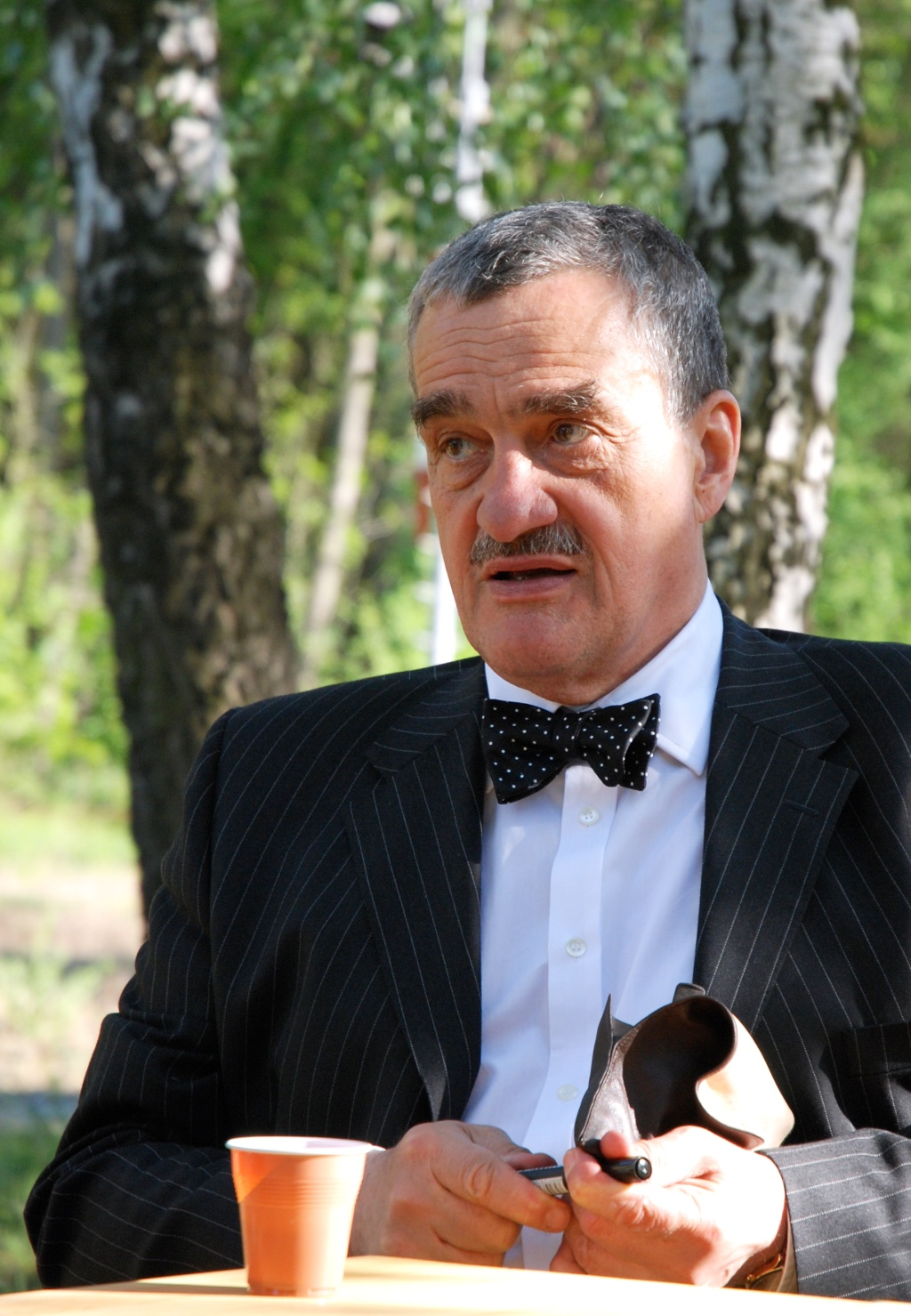
Karel Schwarzenberg (2007)
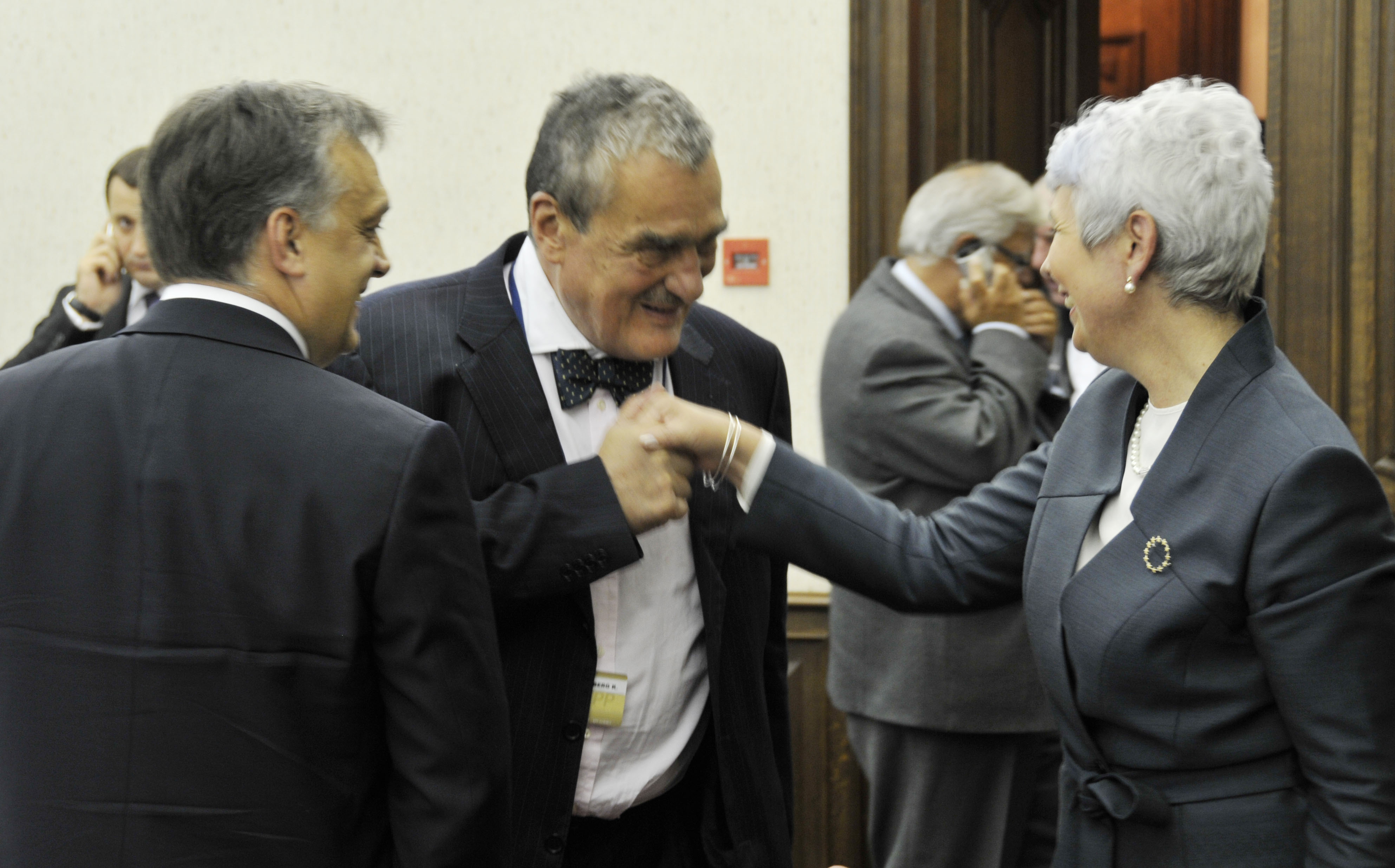
Během summitu EPP (2010)
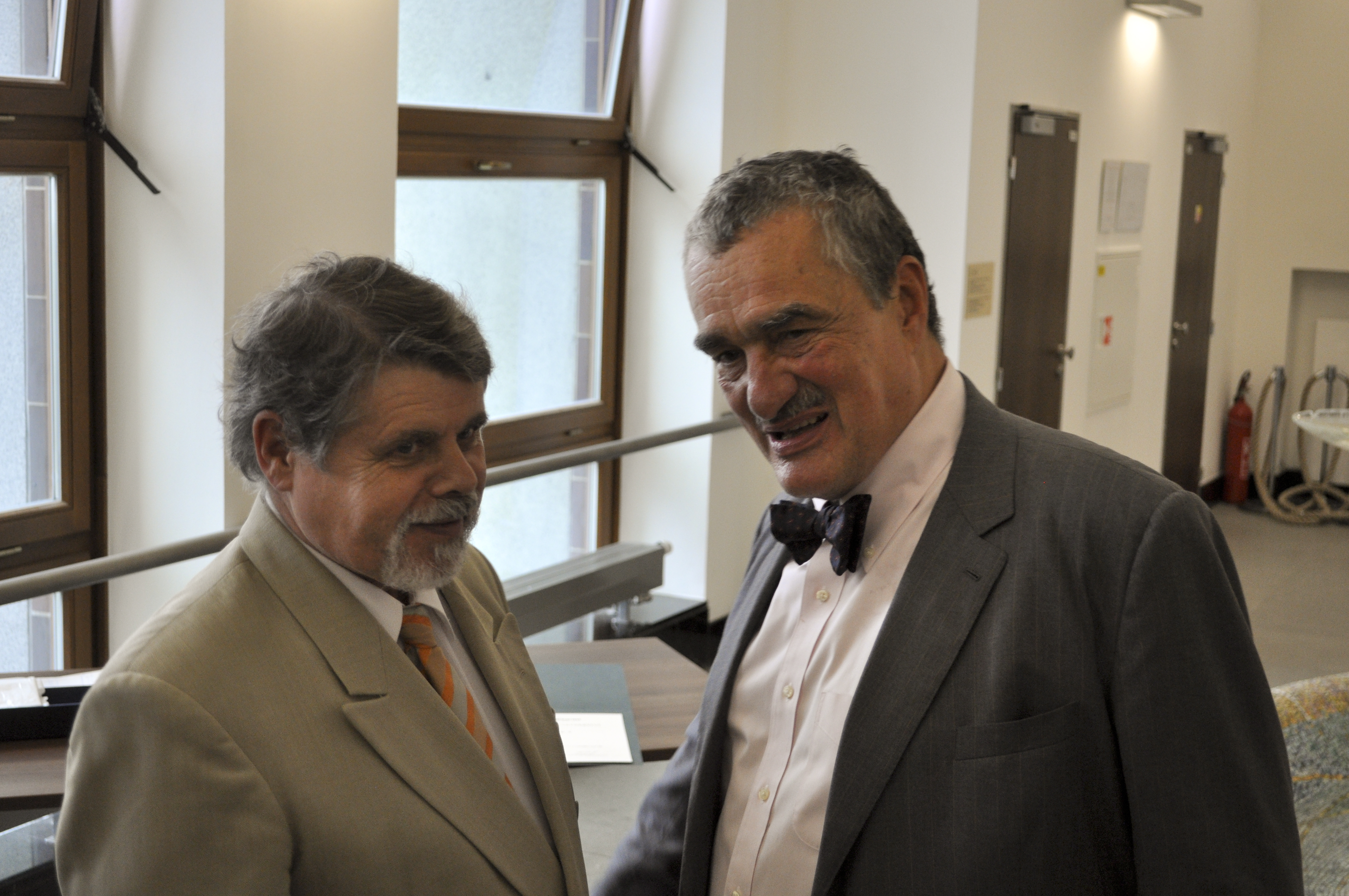
S architektem Martinem Říhou (2011)
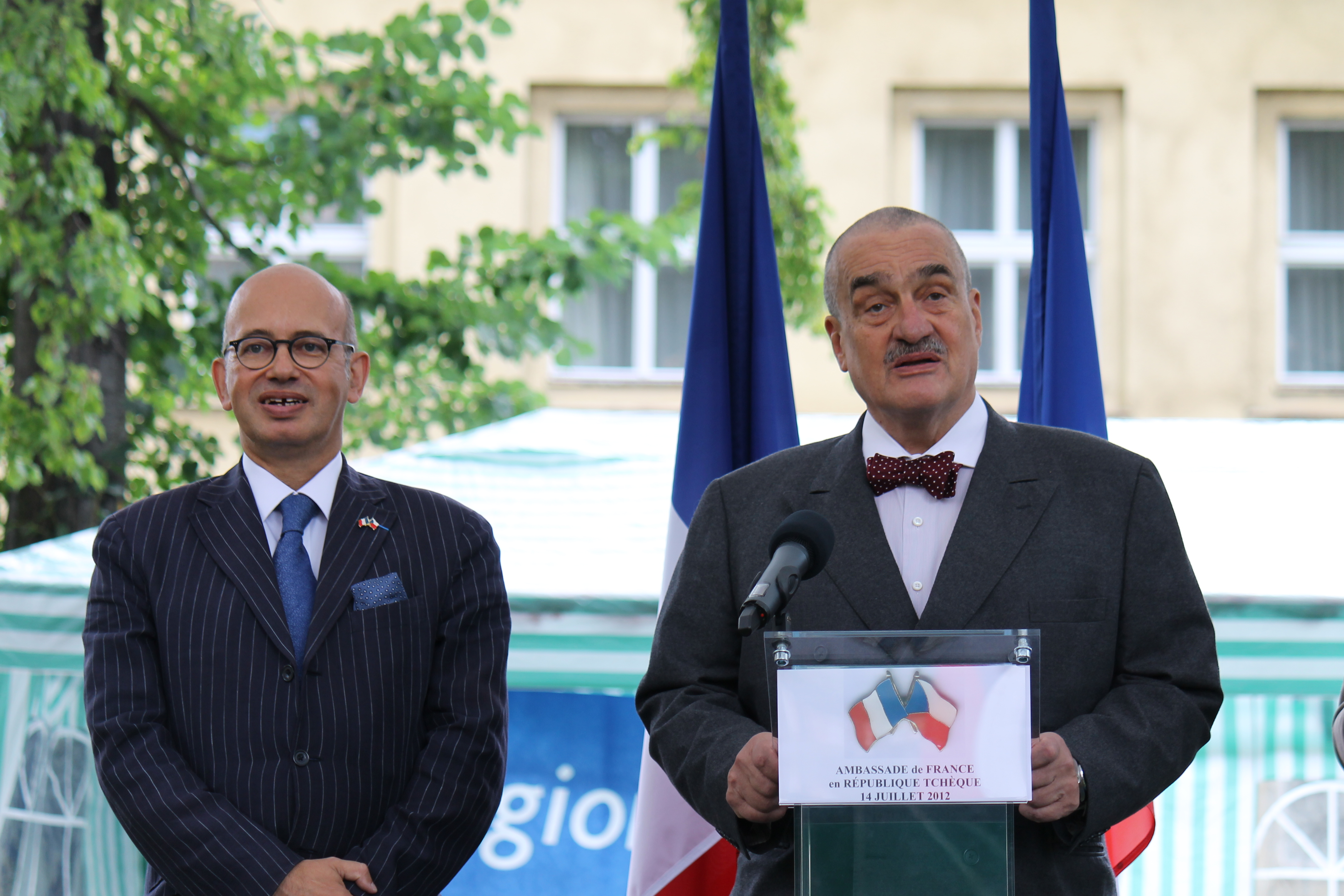
S filosofem Pierrem Lévym (2012)
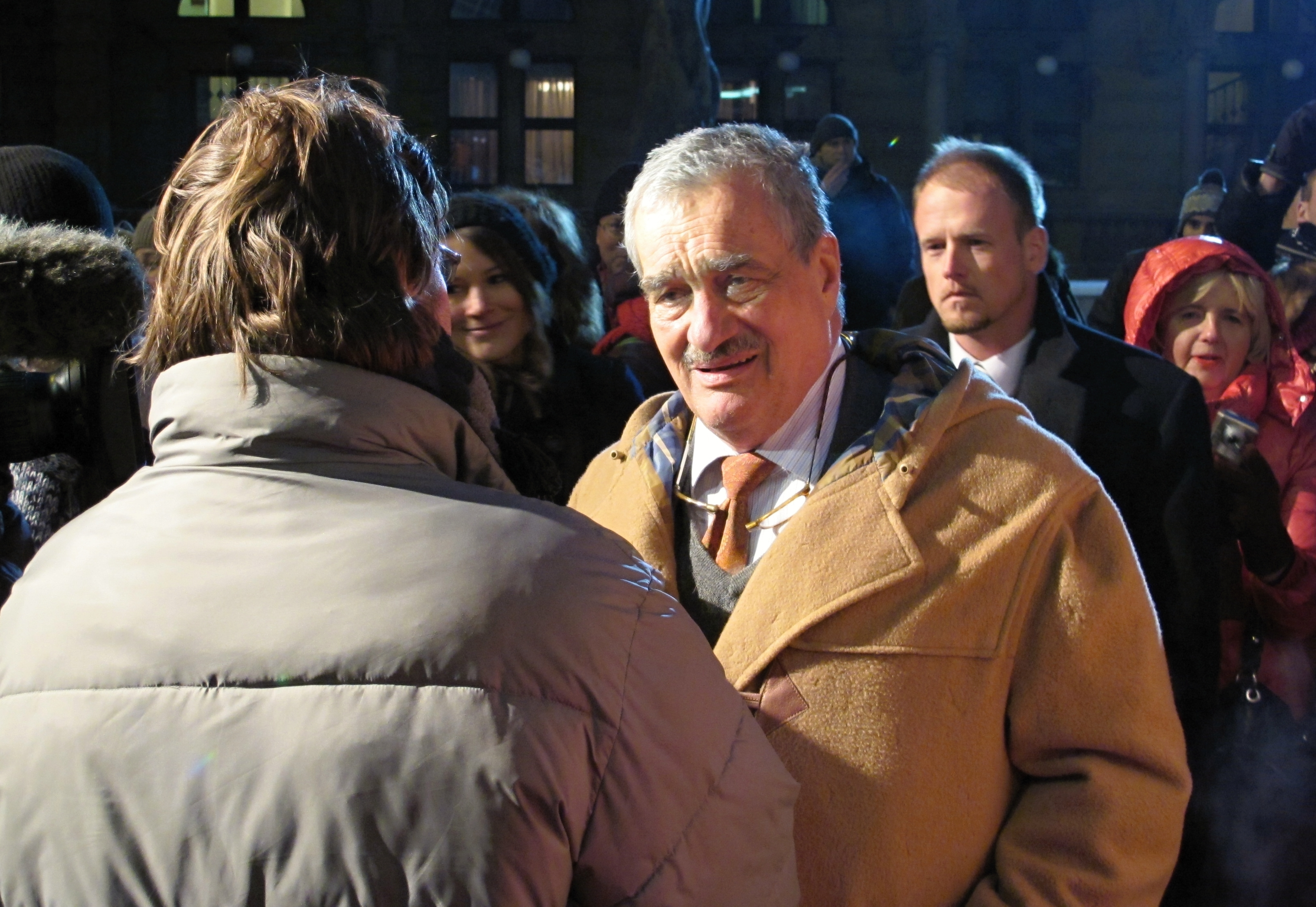
Během slavnostního odhalení Srdce pro Václava Havla (2012)
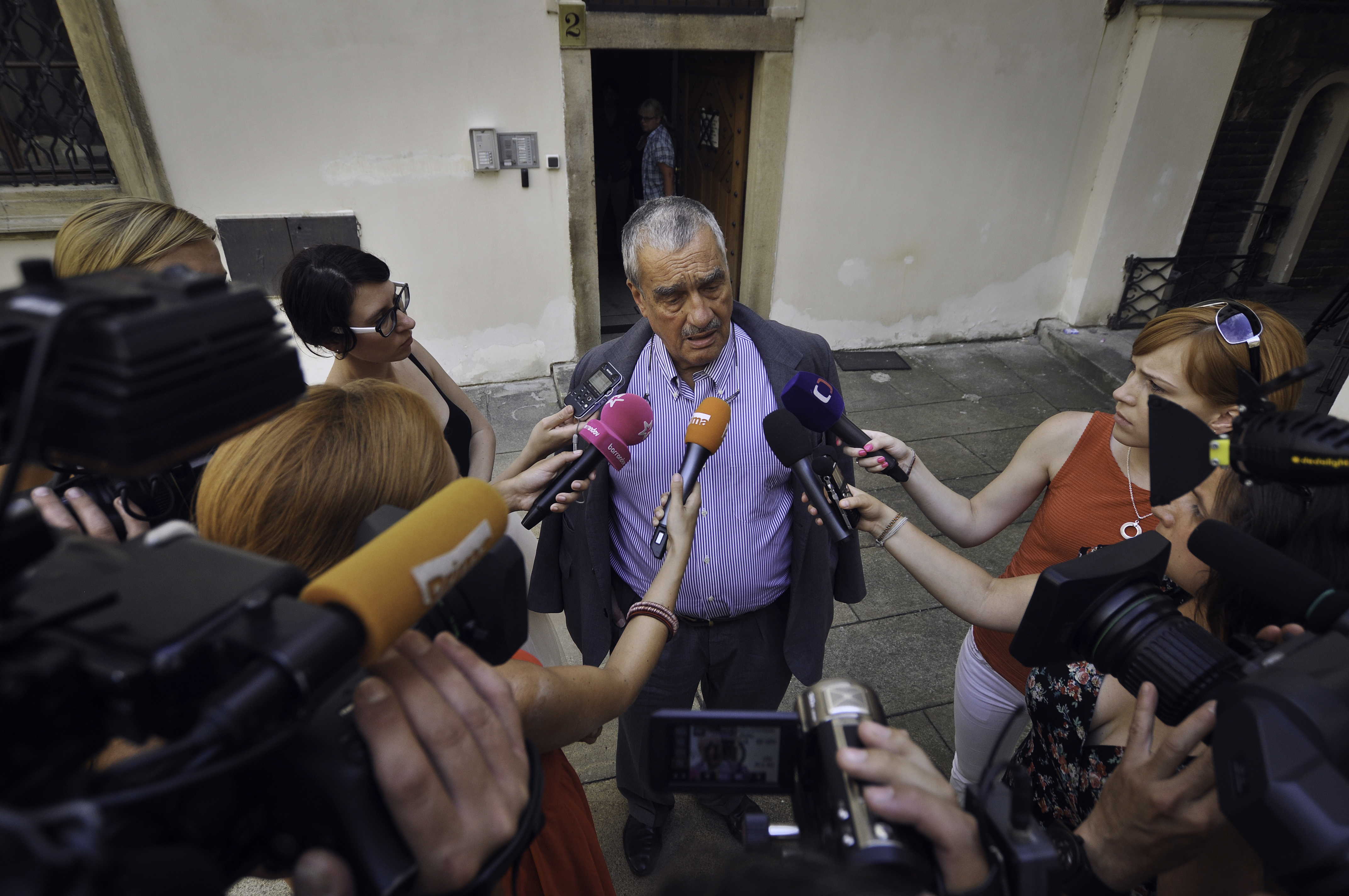
S novináři (2013)
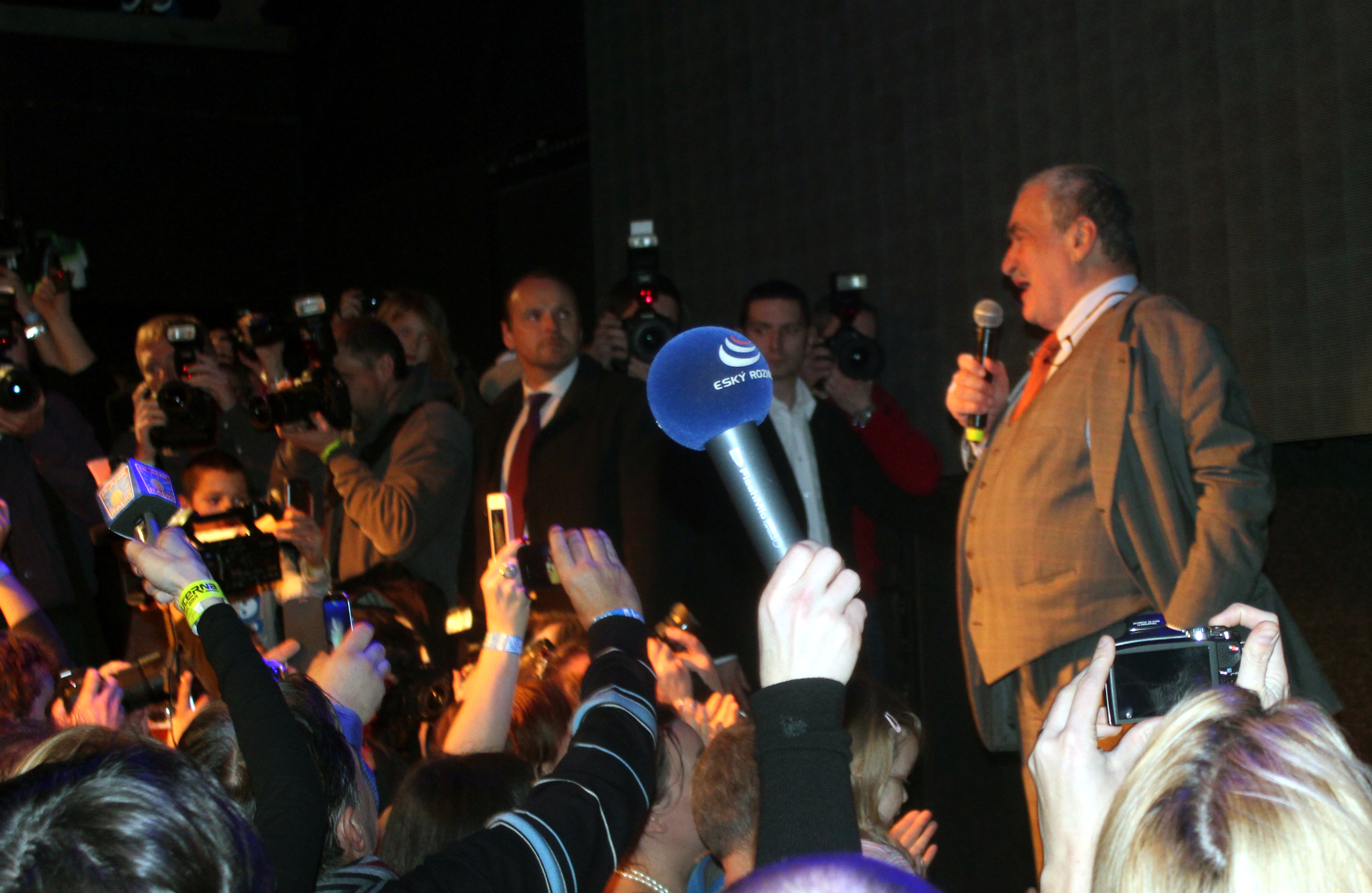
Schwarzenberg s příznivci v Lucerně před vyhlášením výsledků prezidentských voleb (2013)
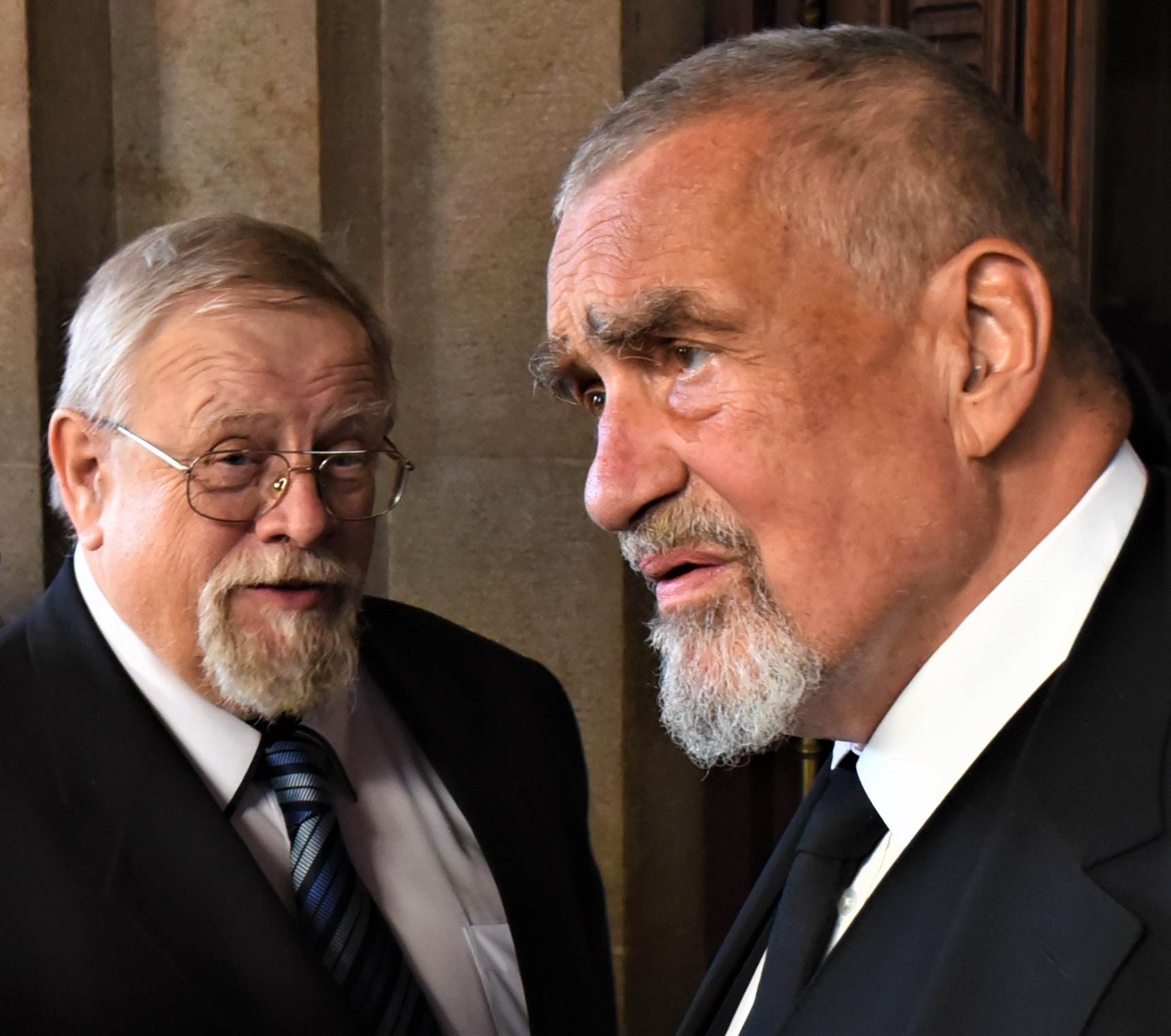
S filozofem Danielem Kroupou

## Vývod z předků
|                     |                                         |  |                               |                                              |  |  |  |  |  |  |  | Karel III. ze Schwarzenbergu |
|                     |                                         |  |                               |                                              |  |  |  |  |  |  |  |                              |
|                     | Karel IV. ze Schwarzenbergu             |  |                               |                                              |  |  |  |  |  |  |  |                              |
|                     |                                         |  |                               |                                              |  |  |  |  |  |  |  |                              |
|                     |                                         |  |                               | Vilemína z Oettingen-Wallersteinu            |  |  |  |  |  |  |  |                              |
|                     |                                         |  |                               |                                              |  |  |  |  |  |  |  |                              |
|                     | Karel V. ze Schwarzenbergu              |  |                               |                                              |  |  |  |  |  |  |  |                              |
|                     |                                         |  |                               |                                              |  |  |  |  |  |  |  |                              |
|                     |                                         |  |                               | Bedřich Karel Kinský                         |  |  |  |  |  |  |  |                              |
|                     |                                         |  |                               |                                              |  |  |  |  |  |  |  |                              |
|                     | Marie Terezie Kinská z Vchynic a Tetova |  |                               |                                              |  |  |  |  |  |  |  |                              |
|                     |                                         |  |                               |                                              |  |  |  |  |  |  |  |                              |
|                     |                                         |  |                               | Žofie Marie z Mensdorff-Pouilly              |  |  |  |  |  |  |  |                              |
|                     |                                         |  |                               |                                              |  |  |  |  |  |  |  |                              |
|                     | Karel VI. Schwarzenberg                 |  |                               |                                              |  |  |  |  |  |  |  |                              |
|                     |                                         |  |                               |                                              |  |  |  |  |  |  |  |                              |
|                     |                                         |  |                               | Eduard z Clam-Gallasu                        |  |  |  |  |  |  |  |                              |
|                     |                                         |  |                               |                                              |  |  |  |  |  |  |  |                              |
|                     | František z Clam-Gallasu                |  |                               |                                              |  |  |  |  |  |  |  |                              |
|                     |                                         |  |                               |                                              |  |  |  |  |  |  |  |                              |
|                     |                                         |  |                               | Klotylda z Dietrichstein-Proskau-Leslie      |  |  |  |  |  |  |  |                              |
|                     |                                         |  |                               |                                              |  |  |  |  |  |  |  |                              |
|                     | Eleonora z Clam-Gallasu                 |  |                               |                                              |  |  |  |  |  |  |  |                              |
|                     |                                         |  |                               |                                              |  |  |  |  |  |  |  |                              |
|                     |                                         |  |                               | Arnošt Karel z Hoyos-Sprinzensteinu          |  |  |  |  |  |  |  |                              |
|                     |                                         |  |                               |                                              |  |  |  |  |  |  |  |                              |
|                     | Marie z Clam-Gallasu                    |  |                               |                                              |  |  |  |  |  |  |  |                              |
|                     |                                         |  |                               |                                              |  |  |  |  |  |  |  |                              |
|                     |                                         |  |                               | Eleonora Ida z Paaru                         |  |  |  |  |  |  |  |                              |
|                     |                                         |  |                               |                                              |  |  |  |  |  |  |  |                              |
| Karel Schwarzenberg |                                         |  |                               |                                              |  |  |  |  |  |  |  |                              |
|                     |                                         |  |                               |                                              |  |  |  |  |  |  |  |                              |
|                     |                                         |  | Karel Egon II. z Fürstenbergu |                                              |  |  |  |  |  |  |  |                              |
|                     |                                         |  |                               |                                              |  |  |  |  |  |  |  |                              |
|                     | Maximilián Egon I. z Fürstenbergu       |  |                               |                                              |  |  |  |  |  |  |  |                              |
|                     |                                         |  |                               |                                              |  |  |  |  |  |  |  |                              |
|                     |                                         |  |                               | Amálie Kristýna Bádenská                     |  |  |  |  |  |  |  |                              |
|                     |                                         |  |                               |                                              |  |  |  |  |  |  |  |                              |
|                     | Karel Emil z Fürstenbergu               |  |                               |                                              |  |  |  |  |  |  |  |                              |
|                     |                                         |  |                               |                                              |  |  |  |  |  |  |  |                              |
|                     |                                         |  |                               | Richard Maria z Khevenhüller-Metsche         |  |  |  |  |  |  |  |                              |
|                     |                                         |  |                               |                                              |  |  |  |  |  |  |  |                              |
|                     | Leontina z Khevenhüller-Metsche         |  |                               |                                              |  |  |  |  |  |  |  |                              |
|                     |                                         |  |                               |                                              |  |  |  |  |  |  |  |                              |
|                     |                                         |  |                               | Antonie Marie Lichnovská z Voštic            |  |  |  |  |  |  |  |                              |
|                     |                                         |  |                               |                                              |  |  |  |  |  |  |  |                              |
|                     | Antonie Leontina z Fürstenbergu         |  |                               |                                              |  |  |  |  |  |  |  |                              |
|                     |                                         |  |                               |                                              |  |  |  |  |  |  |  |                              |
|                     |                                         |  |                               | Jiří Festetics                               |  |  |  |  |  |  |  |                              |
|                     |                                         |  |                               |                                              |  |  |  |  |  |  |  |                              |
|                     | Tasilo Festetics z Tolny                |  |                               |                                              |  |  |  |  |  |  |  |                              |
|                     |                                         |  |                               |                                              |  |  |  |  |  |  |  |                              |
|                     |                                         |  |                               | Evženie Erdődyová z Monyorókeréku a Monoszló |  |  |  |  |  |  |  |                              |
|                     |                                         |  |                               |                                              |  |  |  |  |  |  |  |                              |
|                     | Marie Matilda Festeticsová z Tolny      |  |                               |                                              |  |  |  |  |  |  |  |                              |
|                     |                                         |  |                               |                                              |  |  |  |  |  |  |  |                              |
|                     |                                         |  |                               | William Hamilton, 11. vévoda z Hamiltonu     |  |  |  |  |  |  |  |                              |
|                     |                                         |  |                               |                                              |  |  |  |  |  |  |  |                              |
|                     | Mary Victoria Douglas-Hamiltonová       |  |                               |                                              |  |  |  |  |  |  |  |                              |
|                     |                                         |  |                               |                                              |  |  |  |  |  |  |  |                              |
|                     |                                         |  |                               | Marie Amélie Bádenská                        |  |  |  |  |  |  |  |                              |
|                     |                                         |  |                               |                                              |  |  |  |  |  |  |  |                              |